# Список матчей олимпийской сборной Южной Кореи по футболу (2010-н.в.)
Олимпийская сборная Республики Корея по футболу или сборная Республики Корея по футболу до 23 лет (кор. 대한민국 23세 이하 축구 국가대표팀) — команда, представляющая Республику Корея на Олимпийских (до 1992 года в Олимпийских играх принимала участие основная сборная) и Азиатских (до 2002 года в Азиатских играх принимала участие основная сборная) играх в дисциплине футбол, а также на чемпионате Азии среди молодёжных команд.
В этой статье представлены матчи с 2010 года.

## 2010 год
| Соревнование                                             | Дата и время матча               | Сборная 1 (Голы)                                           | Счёт (Отчёт)   | Сборная 2 (Голы)                                                  | Примечания                                                                                       |
| -------------------------------------------------------- | -------------------------------- | ---------------------------------------------------------- | -------------- | ----------------------------------------------------------------- | ------------------------------------------------------------------------------------------------ |
| Товарищеский матч                                        | 25 июля 2010 15:00 (UTC+08:00)   | Малайзия                                                   | 1:0            | Республика Корея                                                  | Место: Куала-Лумпур, Малайзия Стадион: Букит-джалил Зрители: 10 000 Судья: Субхиддин Мохд Саллех |
| Товарищеский матч                                        | 25 июля 2010 15:00 (UTC+08:00)   | - Сафик Рахим 64′ (авт.)                                   | 1:0            |                                                                   | Место: Куала-Лумпур, Малайзия Стадион: Букит-джалил Зрители: 10 000 Судья: Субхиддин Мохд Саллех |
| Групповой этап, Футбол на летних Азиатских играх 2010    | 8 ноября 2010 16:00 (UTC+08:00)  | Республика Корея                                           | 0:1            | КНДР                                                              | Место: Гуанчжоу, Гуандун, Китай Стадион: Юэсюшань Зрители: 5 000 Судья: Бенджамин Уильямс        |
| Групповой этап, Футбол на летних Азиатских играх 2010    | 8 ноября 2010 16:00 (UTC+08:00)  | - Ли Кван Чхон 36′                                         | 0:1            |                                                                   | Место: Гуанчжоу, Гуандун, Китай Стадион: Юэсюшань Зрители: 5 000 Судья: Бенджамин Уильямс        |
| Групповой этап, Футбол на летних Азиатских играх 2010    | 10 ноября 2010 16:00 (UTC+08:00) | Республика Корея                                           | 4:0            | Иордания                                                          | Место: Гуанчжоу, Гуандун, Китай Стадион: Юэсюшань Судья: Тайеб Шамсуззаман                       |
| Групповой этап, Футбол на летних Азиатских играх 2010    | 10 ноября 2010 16:00 (UTC+08:00) | - Ку Джа Чхоль 21′, 44′ - Ким Бо Гён 46′ - Чо Ён Чхоль 78′ | 4:0            |                                                                   | Место: Гуанчжоу, Гуандун, Китай Стадион: Юэсюшань Судья: Тайеб Шамсуззаман                       |
| Групповой этап, Футбол на летних Азиатских играх 2010    | 13 ноября 2010 16:00 (UTC+08:00) | Республика Корея                                           | 3:0            | Палестина                                                         | Место: Гуанчжоу, Гуандун, Китай Стадион: Юэсюшань Зрители: 10 000 Судья: Ибрагим аль-Хосни       |
| Групповой этап, Футбол на летних Азиатских играх 2010    | 13 ноября 2010 16:00 (UTC+08:00) | - Тайеб Шамсуззаман 10′ - Пак Чу Ён 13′ - Пак Хи Сон 52′   | 3:0            |                                                                   | Место: Гуанчжоу, Гуандун, Китай Стадион: Юэсюшань Зрители: 10 000 Судья: Ибрагим аль-Хосни       |
| 1/8 финала, Футбол на летних Азиатских играх 2010        | 15 ноября 2010 19:00 (UTC+08:00) | Китай                                                      | 0:3            | Республика Корея                                                  | Место: Гуанчжоу, Гуандун, Китай Стадион: Тяньхэ Зрители: 55 000 Судья: Саид Мозаффаризаде        |
| 1/8 финала, Футбол на летних Азиатских играх 2010        | 15 ноября 2010 19:00 (UTC+08:00) | - Ким Джон У 20′ - Пак Чу Ён 50′ - Чо Ён Чхоль 58′         | 0:3            |                                                                   | Место: Гуанчжоу, Гуандун, Китай Стадион: Тяньхэ Зрители: 55 000 Судья: Саид Мозаффаризаде        |
| Четвертьфинал, Футбол на летних Азиатских играх 2010     | 19 ноября 2010 19:00 (UTC+08:00) | Республика Корея                                           | 3:1 (доп. вр.) | Узбекистан                                                        | Место: Гуанчжоу, Гуандун, Китай Стадион: Тяньхэ Зрители: 40 000 Судья: Минору Тодзё              |
| Четвертьфинал, Футбол на летних Азиатских играх 2010     | 19 ноября 2010 19:00 (UTC+08:00) | - Хон Джон Хо 3′ - Пак Чу Ён 93′ - Ким Бо Гён 102′         | 3:1 (доп. вр.) | - Каримов 72′                                                     | Место: Гуанчжоу, Гуандун, Китай Стадион: Тяньхэ Зрители: 40 000 Судья: Минору Тодзё              |
| Полуфинал, Футбол на летних Азиатских играх 2010         | 23 ноября 2010 19:00 (UTC+08:00) | Республика Корея                                           | 0:1 (доп. вр.) | ОАЭ                                                               | Место: Гуанчжоу, Гуандун, Китай Стадион: Тяньхэ Зрители: 40 000 Судья: Бенджамин Уильямс         |
| Полуфинал, Футбол на летних Азиатских играх 2010         | 23 ноября 2010 19:00 (UTC+08:00) | - Ахмед Али 72′                                            | 0:1 (доп. вр.) |                                                                   | Место: Гуанчжоу, Гуандун, Китай Стадион: Тяньхэ Зрители: 40 000 Судья: Бенджамин Уильямс         |
| Матч за 3-е место, Футбол на летних Азиатских играх 2010 | 25 ноября 2010 15:30 (UTC+08:00) | Республика Корея                                           | 4:3            | Иран                                                              | Место: Гуанчжоу, Гуандун, Китай Стадион: Тяньхэ Зрители: 40 000 Судья: Кадхум Ауда               |
| Матч за 3-е место, Футбол на летних Азиатских играх 2010 | 25 ноября 2010 15:30 (UTC+08:00) | - Ку Джа Чхоль 48′ - Пак Чу Ён 77′ - Чи Дон Вон 88′, 49′   | 4:3            | - Голамреза Резаи 5′ - Хамидреза Алиасгари 45+2′ - Ансарифард 49′ | Место: Гуанчжоу, Гуандун, Китай Стадион: Тяньхэ Зрители: 40 000 Судья: Кадхум Ауда               |

## 2011 год
| Соревнование                                                                               | Дата и время матча                 | Сборная 1 (Голы)                                                                                 | Счёт (Отчёт) | Сборная 2 (Голы)     | Примечания |
| ------------------------------------------------------------------------------------------ | ---------------------------------- | ------------------------------------------------------------------------------------------------ | ------------ | -------------------- | --- |
| Товарищеский матч                                                                          | 27 марта 2011 15:00 (UTC+09:00)    | Республика Корея                                                                                 | 1:0          | Китай                | Место: Ульсан, Йоннам, Республика Корея Стадион: Ульсан Мунсу Зрители: 31 274 Судья: Сато Рюдзи                        |
| Товарищеский матч                                                                          | 27 марта 2011 15:00 (UTC+09:00)    | - Ким Донг Суб 13′                                                                               | 1:0          |                      | Место: Ульсан, Йоннам, Республика Корея Стадион: Ульсан Мунсу Зрители: 31 274 Судья: Сато Рюдзи                        |
| Товарищеский матч                                                                          | 27 марта 2011 15:00 (UTC+09:00)    | Республика Корея                                                                                 | 3:1          | Оман                 | Место: Каннын, Канвондо, Республика Корея Стадион: Каннын Зрители: 18 729 Судья: Тан Хай                               |
| Товарищеский матч                                                                          | 27 марта 2011 15:00 (UTC+09:00)    | - Хван До Ён 47′ - Пэ Чун Сок 57′, 81′                                                           | 3:1          |                      | Место: Каннын, Канвондо, Республика Корея Стадион: Каннын Зрители: 18 729 Судья: Тан Хай                               |
| Второй раунд, Футбол на летних Олимпийских играх 2012 — отборочный турнир Азии (мужчины)   | 19 июня 2011 15:00 (UTC+09:00)     | Республика Корея                                                                                 | 3:1          | Иордания             | Место: Сеул, Республика Корея Стадион: Сеул уорлд кап стадиум Зрители: 35 224 Судья: Грин, Питер (футбольный судья)    |
| Второй раунд, Футбол на летних Олимпийских играх 2012 — отборочный турнир Азии (мужчины)   | 19 июня 2011 15:00 (UTC+09:00)     | - Ким Тэ Хван (футболист) 54′ - Юн Бит Гарам 75′ (пен.) - Ким Донг Суб 85′                       | 3:1          | - Махмуд За'тара 45′ | Место: Сеул, Республика Корея Стадион: Сеул уорлд кап стадиум Зрители: 35 224 Судья: Грин, Питер (футбольный судья)    |
| Второй раунд, Футбол на летних Олимпийских играх 2012 — отборочный турнир Азии (мужчины)   | 23 июня 2011 18:00 (UTC+03:00)     | Иордания                                                                                         | 1:1          | Республика Корея     | Место: Амман, Иордания Стадион: Международный стадион Аммана Зрители: 1 350 Судья: Абдул Малик Абдул Башир             |
| Второй раунд, Футбол на летних Олимпийских играх 2012 — отборочный турнир Азии (мужчины)   | 23 июня 2011 18:00 (UTC+03:00)     | - аль-Дардур 42′                                                                                 | 1:1          | - Хон Чхоль 71′      | Место: Амман, Иордания Стадион: Международный стадион Аммана Зрители: 1 350 Судья: Абдул Малик Абдул Башир             |
| Третий раунд, Футбол на летних Олимпийских играх 2012 — отборочный турнир Азии (мужчины)   | 21 сентября 2011 20:00 (UTC+09:00) | Республика Корея                                                                                 | 2:0          | Оман                 | Место: Чханвон, Кёнсан-Намдо, Республика Корея Стадион: Футбольный центр Чангвон Зрители: 13 704 Судья: Равшан Ирматов |
| Третий раунд, Футбол на летних Олимпийских играх 2012 — отборочный турнир Азии (мужчины)   | 21 сентября 2011 20:00 (UTC+09:00) | - Юн Бит Гарам 24′ - Ким Бо Гён 74′                                                              | 2:0          |                      | Место: Чханвон, Кёнсан-Намдо, Республика Корея Стадион: Футбольный центр Чангвон Зрители: 13 704 Судья: Равшан Ирматов |
| Товарищеский матч                                                                          | 7 октября 2011 17:30 (UTC+09:00)   | Республика Корея                                                                                 | 5:1          | Узбекистан           | Место: Сеул, Республика Корея Стадион: Сеул уорлд кап стадиум Зрители: 33 225 Судья: Аписит Аонрак                     |
| Товарищеский матч                                                                          | 7 октября 2011 17:30 (UTC+09:00)   | - Ким Тэ Хван (футболист) 2′ - Юн Иль Лок 16′ - Пак Чон У 33′ - Пэк Сон Дон 61′ - Пак Ён Джи 67′ | 5:1          | - Абдухоликов 55′    | Место: Сеул, Республика Корея Стадион: Сеул уорлд кап стадиум Зрители: 33 225 Судья: Аписит Аонрак                     |
| Третий раунд, Футбол на летних Олимпийских играх 2012 — отборочный турнир Азии (мужчины)   | 23 ноября 2011 19:00 (UTC+03:00)   | Катар                                                                                            | 1:1          | Республика Корея     | Место: Доха, Катар Стадион: Стадион имени шейха Джассима бин Хамада Зрители: 5 051 Судья: Наваф Шукралла               |
| Третий раунд, Футбол на летних Олимпийских играх 2012 — отборочный турнир Азии (мужчины)   | 23 ноября 2011 19:00 (UTC+03:00)   | - Ибрагим Маджид 43′ (пен.)                                                                      | 1:1          | - Ким Хён Сон 68′    | Место: Доха, Катар Стадион: Стадион имени шейха Джассима бин Хамада Зрители: 5 051 Судья: Наваф Шукралла               |
| Третий раунд 3, Футбол на летних Олимпийских играх 2012 — отборочный турнир Азии (мужчины) | 27 ноября 2011 14:00 (UTC+9:00)    | Республика Корея                                                                                 | 1:0          | Саудовская Аравия    | Место: Сеул, Республика Корея Стадион: Сеул уорлд кап стадиум Зрители: 27 224 Судья: Юити Нисимура                     |
| Третий раунд 3, Футбол на летних Олимпийских играх 2012 — отборочный турнир Азии (мужчины) | 27 ноября 2011 14:00 (UTC+9:00)    | - Чо Ён Чхоль 33′ (пен.)                                                                         | 1:0          |                      | Место: Сеул, Республика Корея Стадион: Сеул уорлд кап стадиум Зрители: 27 224 Судья: Юити Нисимура                     |

## 2012 год
| Соревнование                                                                               | Дата и время матча                | Сборная 1 (Голы) | Счёт (Отчёт)                  | Сборная 2 (Голы)                                        | Примечания |
| ------------------------------------------------------------------------------------------ | --------------------------------- | --- | ----------------------------- | ------------------------------------------------------- | --- |
| Кубок короля Таиланда 2012                                                                 | 15 января 2012 19:00 (UTC+07:00)  | Таиланд | 1:3                           | Республика Корея                                        | Место: Накхонратчасима, Таиланд Стадион: Стадион 80-летия Зрители: 11 000 Судья: Юйдай Ямамото                                          |
| Кубок короля Таиланда 2012                                                                 | 15 января 2012 19:00 (UTC+07:00)  | - Винотай 53′ | 1:3                           | - Ким Донг Суб 42′ - Со Чжон Джин 69′ - Ким Хён Сон 79′ | Место: Накхонратчасима, Таиланд Стадион: Стадион 80-летия Зрители: 11 000 Судья: Юйдай Ямамото                                          |
| Кубок короля Таиланда 2012                                                                 | 18 января 2012 16:10 (UTC+07:00)  | Республика Корея | 0:0                           | Дания XI                                                | Место: Накхонратчасима, Таиланд Стадион: Стадион 80-летия Зрители: 150 Судья: Пратан Наса Ван                                           |
| Кубок короля Таиланда 2012                                                                 | 18 января 2012 16:10 (UTC+07:00)  | - Винотай 53′ | 0:0                           | - Ким Донг Суб 42′ - Со Чжон Джин 69′ - Ким Хён Сон 79′ | Место: Накхонратчасима, Таиланд Стадион: Стадион 80-летия Зрители: 150 Судья: Пратан Наса Ван                                           |
| Кубок короля Таиланда 2012                                                                 | 21 января 2012 16:10 (UTC+07:00)  | Норвегия | 0:3                           | Республика Корея                                        | Место: Накхонратчасима, Таиланд Стадион: Стадион 80-летия Зрители: 400 Судья: Чайя Махапаб                                              |
| Кубок короля Таиланда 2012                                                                 | 21 января 2012 16:10 (UTC+07:00)  | - Ким Бо Гён 18′ (пен.) - Ким Хён Сон 21′ - Со Чжон Джин 59′                                                                      | 0:3                           |                                                         | Место: Накхонратчасима, Таиланд Стадион: Стадион 80-летия Зрители: 400 Судья: Чайя Махапаб                                              |
| Третий раунд 3, Футбол на летних Олимпийских играх 2012 — отборочный турнир Азии (мужчины) | 5 февраля 2012 20:35 (UTC+3:00)   | Саудовская Аравия | 1:1                           | Республика Корея                                        | Место: Эд-Даммам, Эш-Шаркия, Саудовская Аравия Стадион: Стадион имени принца Мохамеда бин Фахда Зрители: 1 315 Судья: Бенджамин Уильямс |
| Третий раунд 3, Футбол на летних Олимпийских играх 2012 — отборочный турнир Азии (мужчины) | 5 февраля 2012 20:35 (UTC+3:00)   | - Худари 60′ | 1:1                           | - Ким Бо Гён 90+1′                                      | Место: Эд-Даммам, Эш-Шаркия, Саудовская Аравия Стадион: Стадион имени принца Мохамеда бин Фахда Зрители: 1 315 Судья: Бенджамин Уильямс |
| Третий раунд 3, Футбол на летних Олимпийских играх 2012 — отборочный турнир Азии (мужчины) | 22 февраля 2012 18:30 (UTC+4:00)  | Оман | 0:3                           | Республика Корея                                        | Место: Маскат, Оман Стадион: Султан Кабус Зрители: 10 000 Судья: Алиреза Фагани                                                         |
| Третий раунд 3, Футбол на летних Олимпийских играх 2012 — отборочный турнир Азии (мужчины) | 22 февраля 2012 18:30 (UTC+4:00)  | - Нам Тхэ Хи 1′ - Ким Хён Сон 68′ - Пэк Сон Дон 72′                                                                               | 0:3                           |                                                         | Место: Маскат, Оман Стадион: Султан Кабус Зрители: 10 000 Судья: Алиреза Фагани                                                         |
| Третий раунд 3, Футбол на летних Олимпийских играх 2012 — отборочный турнир Азии (мужчины) | 14 марта 2012 20:00 (UTC+9:00)    | Республика Корея | 0:0                           | Катар                                                   | Место: Сеул, Республика Корея Стадион: Сеул уорлд кап стадиум Зрители: 23 327 Судья: Валентин Коваленко                                 |
| Третий раунд 3, Футбол на летних Олимпийских играх 2012 — отборочный турнир Азии (мужчины) | 14 марта 2012 20:00 (UTC+9:00)    | | 0:0                           |                                                         | Место: Сеул, Республика Корея Стадион: Сеул уорлд кап стадиум Зрители: 23 327 Судья: Валентин Коваленко                                 |
| Товарищеский матч                                                                          | 7 июня 2012 20:00 (UTC+09:00)     | Республика Корея | 3:1                           | Сирия                                                   | Место: Хвасон, Кёнгидо, Республика Корея Стадион: Спортивный городок Хвасон Зрители: 33 853 Судья: Чайя Махапаб                         |
| Товарищеский матч                                                                          | 7 июня 2012 20:00 (UTC+09:00)     | - Ким Ги Хи 33′, 60′ - Юн Иль Лок 45′                                                                                             | 3:1                           | - Самер Салем 52′                                       | Место: Хвасон, Кёнгидо, Республика Корея Стадион: Спортивный городок Хвасон Зрители: 33 853 Судья: Чайя Махапаб                         |
| Групповой этап, Чемпионат Азии по футболу среди молодёжных команд 2013 (квалификация)      | 23 июня 2012 15:15 (UTC+9:00)     | Малайзия | 2:3                           | Республика Корея                                        | Место: Янгон, Мьянма Стадион: Стадион молодёжного тренировочного центра «Тувунна» Зрители: 1 500 Судья: Али Саббаг                      |
| Групповой этап, Чемпионат Азии по футболу среди молодёжных команд 2013 (квалификация)      | 23 июня 2012 15:15 (UTC+9:00)     | - Тамил Арасу Амбумами 8′, 62′ | 2:3                           | - Ким Хён Хун 13′ - Парк Кван Ил 32′ - Чон Чен Хи 34′   | Место: Янгон, Мьянма Стадион: Стадион молодёжного тренировочного центра «Тувунна» Зрители: 1 500 Судья: Али Саббаг                      |
| Групповой этап, Чемпионат Азии по футболу среди молодёжных команд 2013 (квалификация)      | 25 июня 2012 15:15 (UTC+9:00)     | Республика Корея | 8:1                           | Китайский Тайбэй                                        | Место: Янгон, Мьянма Стадион: Стадион молодёжного тренировочного центра «Тувунна» Зрители: 6 500 Судья: Джамиль Джума Абдулхусаин       |
| Групповой этап, Чемпионат Азии по футболу среди молодёжных команд 2013 (квалификация)      | 25 июня 2012 15:15 (UTC+9:00)     | - Пак Чен О 5′ - Пак Ён Джи 10′ - Чон Сок Хва 17′, 35′ - Хван Ый Джо 26′, 80′ - Кан Чен Гук 89′ - Джва Джун Хёп 90+3′ (пен.)      | 8:1                           | - Ли Мау 31′                                            | Место: Янгон, Мьянма Стадион: Стадион молодёжного тренировочного центра «Тувунна» Зрители: 6 500 Судья: Джамиль Джума Абдулхусаин       |
| Групповой этап, Чемпионат Азии по футболу среди молодёжных команд 2013 (квалификация)      | 28 июня 2012 18:15 (UTC+9:00)     | Республика Корея | 0:0                           | Мьянма                                                  | Место: Янгон, Мьянма Стадион: Стадион молодёжного тренировочного центра «Тувунна» Зрители: 20 000 Судья: Джумпей Иида                   |
| Групповой этап, Чемпионат Азии по футболу среди молодёжных команд 2013 (квалификация)      | 28 июня 2012 18:15 (UTC+9:00)     | | 0:0                           |                                                         | Место: Янгон, Мьянма Стадион: Стадион молодёжного тренировочного центра «Тувунна» Зрители: 20 000 Судья: Джумпей Иида                   |
| Групповой этап, Чемпионат Азии по футболу среди молодёжных команд 2013 (квалификация)      | 30 июня 2012 18:15 (UTC+9:00)     | Филиппины | 0:10                          | Республика Корея                                        | Место: Янгон, Мьянма Стадион: Стадион молодёжного тренировочного центра «Тувунна» Зрители: 100 Судья: Джамиль Джума Абдулхусаин         |
| Групповой этап, Чемпионат Азии по футболу среди молодёжных команд 2013 (квалификация)      | 30 июня 2012 18:15 (UTC+9:00)     | - Чон Чен Хи 16′, 83′ - Хван Ый Джо 23′, 31′ - Ли Джэ Сон 28′ - Джва Джун Хёп 34′, 35′ - Чхве Джи Хун 41′ - Чон Бён Су 76′, 90+1′ | 0:10                          |                                                         | Место: Янгон, Мьянма Стадион: Стадион молодёжного тренировочного центра «Тувунна» Зрители: 100 Судья: Джамиль Джума Абдулхусаин         |
| Групповой этап, Чемпионат Азии по футболу среди молодёжных команд 2013 (квалификация)      | 3 июля 2012 15:15 (UTC+9:00)      | Республика Корея | 2:0                           | Вьетнам                                                 | Место: Янгон, Мьянма Стадион: Аун Сан Зрители: 50 Судья: Джумпей Иида                                                                   |
| Групповой этап, Чемпионат Азии по футболу среди молодёжных команд 2013 (квалификация)      | 3 июля 2012 15:15 (UTC+9:00)      | - Пак Ён Джи 28′ - Чон Чен Хи 45+2′                                                                                               | 2:0                           |                                                         | Место: Янгон, Мьянма Стадион: Аун Сан Зрители: 50 Судья: Джумпей Иида                                                                   |
| Товарищеский матч                                                                          | 14 июля 2012 18:00 (UTC+09:00)    | Республика Корея | 2:1                           | Новая Зеландия                                          | Место: Сеул, Республика Корея Стадион: Сеул уорлд кап стадиум Зрители: 31 655 Судья: Валентин Анатольевич Коваленко                     |
| Товарищеский матч                                                                          | 14 июля 2012 18:00 (UTC+09:00)    | - Пак Чу Ён 18′ - Нам Тхэ Хи 82′                                                                                                  | 2:1                           | - Смелц 72′                                             | Место: Сеул, Республика Корея Стадион: Сеул уорлд кап стадиум Зрители: 31 655 Судья: Валентин Анатольевич Коваленко                     |
| Товарищеский матч                                                                          | 20 июля 2012                      | Республика Корея | 3:0                           | Сенегал                                                 | Место: Стивенидж, Англия, Великобритания Стадион: Бродхолл Уэй Зрители: 300 Судья: Гэвин Уорд                                           |
| Товарищеский матч                                                                          | 20 июля 2012                      | - Ки Сон Ён 3′ - Пак Чу Ён 6′ - Ку Джа Чхоль 31′                                                                                  | 3:0                           |                                                         | Место: Стивенидж, Англия, Великобритания Стадион: Бродхолл Уэй Зрители: 300 Судья: Гэвин Уорд                                           |
| Групповой этап, Футбол на летних Олимпийских играх 2012                                    | 26 июля 2012 14:30 (UTC+01:00)    | Мексика | 0:0                           | Республика Корея                                        | Место: Ньюкасл-апон-Тайн, Англия, Великобритания Стадион: Сент-Джеймс Парк Зрители: 15 748 Судья: Селим Джедиди                         |
| Групповой этап, Футбол на летних Олимпийских играх 2012                                    | 26 июля 2012 14:30 (UTC+01:00)    | | 0:0                           |                                                         | Место: Ньюкасл-апон-Тайн, Англия, Великобритания Стадион: Сент-Джеймс Парк Зрители: 15 748 Судья: Селим Джедиди                         |
| Групповой этап, Футбол на летних Олимпийских играх 2012                                    | 29 июля 2012 17:15 (UTC+01:00)    | Республика Корея | 2:1                           | Швейцария                                               | Место: Ковентри, Англия, Великобритания Стадион: Ковентри Билдинг Сосайети Арена Зрители: 30 114 Судья: Рауль Ороско                    |
| Групповой этап, Футбол на летних Олимпийских играх 2012                                    | 29 июля 2012 17:15 (UTC+01:00)    | - Пак Чу Ён 57′ - Ким Бо Гён 64′                                                                                                  | 2:1                           | - Эмегара 60′                                           | Место: Ковентри, Англия, Великобритания Стадион: Ковентри Билдинг Сосайети Арена Зрители: 30 114 Судья: Рауль Ороско                    |
| Групповой этап, Футбол на летних Олимпийских играх 2012                                    | 1 августа 2012 17:00 (UTC+01:00)  | Республика Корея | 0:0                           | Габон                                                   | Место: Лондон, Великобритания Стадион: Уэмбли Зрители: 76 927 Судья: Павел Краловец                                                     |
| Групповой этап, Футбол на летних Олимпийских играх 2012                                    | 1 августа 2012 17:00 (UTC+01:00)  | | 0:0                           |                                                         | Место: Лондон, Великобритания Стадион: Уэмбли Зрители: 76 927 Судья: Павел Краловец                                                     |
| Четвертьфинал, Футбол на летних Олимпийских играх 2012                                     | 4 августа 2012 19:30 (UTC+01:00)  | Великобритания | 1:1 (доп. вр.) (4:5 пенальти) | Республика Корея                                        | Место: Кардифф, Уэльс, Великобритания Стадион: Миллениум Зрители: 70 171 Судья: Вильмар Рольдан                                         |
| Четвертьфинал, Футбол на летних Олимпийских играх 2012                                     | 4 августа 2012 19:30 (UTC+01:00)  | - Рэмзи 36′ (пен.) | 1:1 (доп. вр.) (4:5 пенальти) | - Чи Дон Вон 29′                                        | Место: Кардифф, Уэльс, Великобритания Стадион: Миллениум Зрители: 70 171 Судья: Вильмар Рольдан                                         |
| Полуфинал, Футбол на летних Олимпийских играх 2012                                         | 7 августа 2012 19:45 (UTC+01:00)  | Республика Корея | 0:3                           | Бразилия                                                | Место: Траффорд, Англия, Великобритания Стадион: Олд Траффорд Зрители: 69 389 Судья: Павел Краловец                                     |
| Полуфинал, Футбол на летних Олимпийских играх 2012                                         | 7 августа 2012 19:45 (UTC+01:00)  | - Ромуло 38′ - Дамиан 57′, 64′ | 0:3                           |                                                         | Место: Траффорд, Англия, Великобритания Стадион: Олд Траффорд Зрители: 69 389 Судья: Павел Краловец                                     |
| Матч за 3-е место, Футбол на летних Олимпийских играх 2012                                 | 10 августа 2012 19:45 (UTC+01:00) | Япония | 0:2                           | Республика Корея                                        | Место: Кардифф, Уэльс, Великобритания Стадион: Миллениум Зрители: 56 393 Судья: Равшан Ирматов                                          |
| Матч за 3-е место, Футбол на летних Олимпийских играх 2012                                 | 10 августа 2012 19:45 (UTC+01:00) | - Пак Чу Ён 38′ - Ку Джа Чхоль 57′                                                                                                | 0:2                           |                                                         | Место: Кардифф, Уэльс, Великобритания Стадион: Миллениум Зрители: 56 393 Судья: Равшан Ирматов                                          |
| Товарищеский матч                                                                          | 8 декабря 2012 15:30 (UTC+08:00)  | Китай | 2:1                           | Республика Корея                                        | Место: Ухань, Хубэй, Китай Стадион: Стадион спортивного центра Уханя Зрители: 8 796 Судья: Фан Куи                                      |
| Товарищеский матч                                                                          | 8 декабря 2012 15:30 (UTC+08:00)  | - Ян Юху 10′ - Чжан Сичжэ 90+1′                                                                                                   | 2:1                           | - Чхве Джи Хун 25′ (пен.)                               | Место: Ухань, Хубэй, Китай Стадион: Стадион спортивного центра Уханя Зрители: 8 796 Судья: Фан Куи                                      |
| Товарищеский матч                                                                          | 11 декабря 2012 19:35 (UTC+08:00) | Китай | 0:1                           | Республика Корея                                        | Место: Хэфэй, Аньхой, Китай Стадион: Стадион Олимпийского спортивного центра Хэфэй Зрители: 11 298 Судья: Женлу Ши                      |
| Товарищеский матч                                                                          | 11 декабря 2012 19:35 (UTC+08:00) | - Чон Сок Хва 82′ | 0:1                           |                                                         | Место: Хэфэй, Аньхой, Китай Стадион: Стадион Олимпийского спортивного центра Хэфэй Зрители: 11 298 Судья: Женлу Ши                      |

## 2013 год
| Соревнование      | Дата и время матча                | Сборная 1 (Голы)                                     | Счёт (Отчёт) | Сборная 2 (Голы)      | Примечания                                                     |
| ----------------- | --------------------------------- | ---------------------------------------------------- | ------------ | --------------------- | -------------------------------------------------------------- |
| Товарищеский матч | 29 декабря 2013 17:30 (UTC+03:30) | Иран                                                 | 3:2          | Республика Корея      | Место: Киш, Хормозган, Иран Стадион: Киш Судья: Муд Боньядифар |
| Товарищеский матч | 29 декабря 2013 17:30 (UTC+03:30) | - Ягуб Карими 7′ - Паям Садегян 9′ - Кавех Резаи 90′ | 3:2          | - Ли Джон Хо 12′, 74′ | Место: Киш, Хормозган, Иран Стадион: Киш Судья: Муд Боньядифар |

## 2014 год
| Соревнование                                                              | Дата и время матча                 | Сборная 1 (Голы)                                            | Счёт (Отчёт)                  | Сборная 2 (Голы)                   | Примечания |
| ------------------------------------------------------------------------- | ---------------------------------- | ----------------------------------------------------------- | ----------------------------- | ---------------------------------- | --- |
| Групповой этап, Чемпионат Азии по футболу среди молодёжных команд 2013    | 11 января 2014 17:00 (UTC+04:00)   | Республика Корея                                            | 1:1                           | Иордания                           | Место: Маскат, Оман Стадион: Стадион Королевской полиции Омана Зрители: 400 Судья: Мохд Амирул Изван                           |
| Групповой этап, Чемпионат Азии по футболу среди молодёжных команд 2013    | 11 января 2014 17:00 (UTC+04:00)   | - Лим Чхан У 43′                                            | 1:1                           | - Лим Чхан У 31′ (авт.)            | Место: Маскат, Оман Стадион: Стадион Королевской полиции Омана Зрители: 400 Судья: Мохд Амирул Изван                           |
| Групповой этап, Чемпионат Азии по футболу среди молодёжных команд 2013    | 13 января 2014 17:00 (UTC+04:00)   | Мьянма                                                      | 0:3                           | Республика Корея                   | Место: Маскат, Оман Стадион: Стадион Королевской полиции Омана Зрители: 103 Судья: Моханад Кассим                              |
| Групповой этап, Чемпионат Азии по футболу среди молодёжных команд 2013    | 13 января 2014 17:00 (UTC+04:00)   | - Пэк Сон Дон 32′ - Юн Иль Лок 61′ - Мун Чанг Чжин 78′      | 0:3                           |                                    | Место: Маскат, Оман Стадион: Стадион Королевской полиции Омана Зрители: 103 Судья: Моханад Кассим                              |
| Групповой этап, Чемпионат Азии по футболу среди молодёжных команд 2013    | 15 января 2014 20:00 (UTC+04:00)   | Оман                                                        | 0:2                           | Республика Корея                   | Место: Маскат, Оман Стадион: Султан Кабус Зрители: 6 000 Судья: Ма Нин                                                         |
| Групповой этап, Чемпионат Азии по футболу среди молодёжных команд 2013    | 15 января 2014 20:00 (UTC+04:00)   | - Ким Кён Чжун 78′ - Юн Иль Лок 61′                         | 0:2                           |                                    | Место: Маскат, Оман Стадион: Султан Кабус Зрители: 6 000 Судья: Ма Нин                                                         |
| Четвертьфинал, Чемпионат Азии по футболу среди молодёжных команд 2013     | 19 января 2014 17:00 (UTC+04:00)   | Сирия                                                       | 1:2                           | Республика Корея                   | Место: Эс-Сиб, Маскат, Оман Стадион: Эс-Сиб (стадион) Зрители: 300 Судья: Хеттикамканамге Перера                               |
| Четвертьфинал, Чемпионат Азии по футболу среди молодёжных команд 2013     | 19 января 2014 17:00 (UTC+04:00)   | - Мардикян 90+5′                                            | 1:2                           | - Пэк Сон Дон 3′ - Хван Ый Джо 11′ | Место: Эс-Сиб, Маскат, Оман Стадион: Эс-Сиб (стадион) Зрители: 300 Судья: Хеттикамканамге Перера                               |
| Полуфинал, Чемпионат Азии по футболу среди молодёжных команд 2013         | 23 января 2014 17:00 (UTC+04:00)   | Республика Корея                                            | 0:1                           | Ирак                               | Место: Эс-Сиб, Маскат, Оман Стадион: Эс-Сиб (стадион) Зрители: 2 600 Судья: Мухаммад Таки                                      |
| Полуфинал, Чемпионат Азии по футболу среди молодёжных команд 2013         | 23 января 2014 17:00 (UTC+04:00)   | - Надим 74′                                                 | 0:1                           |                                    | Место: Эс-Сиб, Маскат, Оман Стадион: Эс-Сиб (стадион) Зрители: 2 600 Судья: Мухаммад Таки                                      |
| Матч за 3-е место, Чемпионат Азии по футболу среди молодёжных команд 2013 | 25 января 2014 19:30 (UTC+04:00)   | Иордания                                                    | 0:0 (доп. вр.) (3:2 пенальти) | Республика Корея                   | Место: Эс-Сиб, Маскат, Оман Стадион: Эс-Сиб (стадион) Зрители: 337 Судья: Якуб Абдул Баки                                      |
| Матч за 3-е место, Чемпионат Азии по футболу среди молодёжных команд 2013 | 25 января 2014 19:30 (UTC+04:00)   |                                                             | 0:0 (доп. вр.) (3:2 пенальти) |                                    | Место: Эс-Сиб, Маскат, Оман Стадион: Эс-Сиб (стадион) Зрители: 337 Судья: Якуб Абдул Баки                                      |
| Тулонский турнир 2014                                                     | 22 мая 2014 17:15 (UTC+02:00)      | Бразилия                                                    | 2:0                           | Республика Корея                   | Место: Тулон, Прованс — Альпы — Лазурный Берег, Франция Стадион: Лео Лагранж Зрители: 2 000 Судья: Жером Эфонг Нзоло           |
| Тулонский турнир 2014                                                     | 22 мая 2014 17:15 (UTC+02:00)      | - Талес 27′ - Виейра 80+1′                                  | 2:0                           |                                    | Место: Тулон, Прованс — Альпы — Лазурный Берег, Франция Стадион: Лео Лагранж Зрители: 2 000 Судья: Жером Эфонг Нзоло           |
| Тулонский турнир 2014                                                     | 24 мая 2014 15:45 (UTC+02:00)      | Республика Корея                                            | 1:1                           | Катар                              | Место: Йер, Прованс — Альпы — Лазурный Берег, Франция Стадион: Перрюк Зрители: 600 Судья: Эдуардо Гамбоа                       |
| Тулонский турнир 2014                                                     | 24 мая 2014 15:45 (UTC+02:00)      | - Шин Иль Су 19′                                            | 1:1                           | - Дузанде 61′ (пен.)               | Место: Йер, Прованс — Альпы — Лазурный Берег, Франция Стадион: Перрюк Зрители: 600 Судья: Эдуардо Гамбоа                       |
| Тулонский турнир 2014                                                     | 26 мая 2014 17:15 (UTC+02:00)      | Колумбия                                                    | 0:1                           | Республика Корея                   | Место: Сен-Рафаэль, Прованс — Альпы — Лазурный Берег, Франция Стадион: Сен-Рафаэль Зрители: 600 Судья: Хосе Альфредо Пеньялоса |
| Тулонский турнир 2014                                                     | 26 мая 2014 17:15 (UTC+02:00)      | - Мун Чанг Чжин 68′ (пен.)                                  | 0:1                           |                                    | Место: Сен-Рафаэль, Прованс — Альпы — Лазурный Берег, Франция Стадион: Сен-Рафаэль Зрители: 600 Судья: Хосе Альфредо Пеньялоса |
| Тулонский турнир 2014                                                     | 28 мая 2014 19:30 (UTC+02:00)      | Англия                                                      | 1:1                           | Республика Корея                   | Место: Обань, Прованс — Альпы — Лазурный Берег, Франция Стадион: Стад де Латтр-де-Тассиньи Зрители: 500 Судья: Эдуардо Гамбоа  |
| Тулонский турнир 2014                                                     | 28 мая 2014 19:30 (UTC+02:00)      | - Коли Вудроу 3′                                            | 1:1                           | - Ли Чан Мин 55′                   | Место: Обань, Прованс — Альпы — Лазурный Берег, Франция Стадион: Стад де Латтр-де-Тассиньи Зрители: 500 Судья: Эдуардо Гамбоа  |
| Товарищеский матч                                                         | 1 июня 2014 16:00 (UTC+09:00)      | Республика Корея                                            | 2:1                           | Кувейт                             | Место: Инчхон, Республика Корея Стадион: Главный стадион Инчхон Азиад Зрители: 51 000 Судья: Хироюки Кимура                    |
| Товарищеский матч                                                         | 1 июня 2014 16:00 (UTC+09:00)      | - Ким Сын Дэ 19′ - Чан Хён Су 90+4′ (пен.)                  | 2:1                           | - Фахад Альхаджери 39′             | Место: Инчхон, Республика Корея Стадион: Главный стадион Инчхон Азиад Зрители: 51 000 Судья: Хироюки Кимура                    |
| Групповой этап, Футбол на летних Азиатских играх 2014                     | 14 сентября 2014 17:00 (UTC+09:00) | Республика Корея                                            | 3:0                           | Малайзия                           | Место: Инчхон, Республика Корея Стадион: Инчхон Мунхак Зрители: 38 500 Судья: Абдулла Балиде                                   |
| Групповой этап, Футбол на летних Азиатских играх 2014                     | 14 сентября 2014 17:00 (UTC+09:00) | - Лим Чхан У 27′ - Ким Син Ук 78′ - Ким Сын Дэ 82′          | 3:0                           |                                    | Место: Инчхон, Республика Корея Стадион: Инчхон Мунхак Зрители: 38 500 Судья: Абдулла Балиде                                   |
| Групповой этап, Футбол на летних Азиатских играх 2014                     | 17 сентября 2014 20:00 (UTC+9:00)  | Республика Корея                                            | 1:0                           | Саудовская Аравия                  | Место: Ансан, Кёнгидо, Республика Корея Стадион: Ансан Ва Зрители: 23 850 Судья: Ма Нин                                        |
| Групповой этап, Футбол на летних Азиатских играх 2014                     | 17 сентября 2014 20:00 (UTC+9:00)  | - Ким Сын Дэ 12′                                            | 1:0                           |                                    | Место: Ансан, Кёнгидо, Республика Корея Стадион: Ансан Ва Зрители: 23 850 Судья: Ма Нин                                        |
| Групповой этап, Футбол на летних Азиатских играх 2014                     | 21 сентября 2014 17:00 (UTC+9:00)  | Лаос                                                        | 0:2                           | Республика Корея                   | Место: Хвасон, Кёнгидо, Республика Корея Стадион: Спортивный городок Хвасон Зрители: 21 272 Судья: Ма Нин                      |
| Групповой этап, Футбол на летних Азиатских играх 2014                     | 21 сентября 2014 17:00 (UTC+9:00)  | - Ли Джон Хо 42′ - Ким Сын Дэ 89′                           | 0:2                           |                                    | Место: Хвасон, Кёнгидо, Республика Корея Стадион: Спортивный городок Хвасон Зрители: 21 272 Судья: Ма Нин                      |
| 1/8 финала, Футбол на летних Азиатских играх 2014                         | 25 сентября 2014 20:00 (UTC+9:00)  | Республика Корея                                            | 3:0                           | Гонконг                            | Место: Коян, Кёнгидо, Республика Корея Стадион: Коян (стадион) Зрители: 17 962 Судья: Мохамед аз-Заруни                        |
| 1/8 финала, Футбол на летних Азиатских играх 2014                         | 25 сентября 2014 20:00 (UTC+9:00)  | - Ли Ён Джэ 49′ - Пак Чу Хо 76′ - Ким Джин Су 90+3′         | 3:0                           |                                    | Место: Коян, Кёнгидо, Республика Корея Стадион: Коян (стадион) Зрители: 17 962 Судья: Мохамед аз-Заруни                        |
| Четвертьфинал, Футбол на летних Азиатских играх 2014                      | 28 сентября 2014 17:00 (UTC+9:00)  | Республика Корея                                            | 1:0                           | Япония                             | Место: Инчхон, Республика Корея Стадион: Инчхон Мунхак Зрители: 43 221 Судья: Мараи аль-Аваджи                                 |
| Четвертьфинал, Футбол на летних Азиатских играх 2014                      | 28 сентября 2014 17:00 (UTC+9:00)  | - Чан Хён Су 88′ (пен.)                                     | 1:0                           |                                    | Место: Инчхон, Республика Корея Стадион: Инчхон Мунхак Зрители: 43 221 Судья: Мараи аль-Аваджи                                 |
| Полуфинал, Футбол на летних Азиатских играх 2014                          | 30 сентября 2014 20:00 (UTC+9:00)  | Республика Корея                                            | 2:0                           | Таиланд                            | Место: Инчхон, Республика Корея Стадион: Инчхон Мунхак Зрители: 23 555 Судья: Мохамед аз-Заруни                                |
| Полуфинал, Футбол на летних Азиатских играх 2014                          | 30 сентября 2014 20:00 (UTC+9:00)  | - Ли Джон Хо 41′ - Чан Хён Су 45+1′ (пен.)                  | 2:0                           |                                    | Место: Инчхон, Республика Корея Стадион: Инчхон Мунхак Зрители: 23 555 Судья: Мохамед аз-Заруни                                |
| Финал, Футбол на летних Азиатских играх 2014                              | 2 октября 2014 20:00 (UTC+9:00)    | Республика Корея                                            | 1:0 (доп. вр.)                | КНДР                               | Место: Инчхон, Республика Корея Стадион: Инчхон Мунхак Зрители: 47 121 Судья: Абдулла Балиде                                   |
| Финал, Футбол на летних Азиатских играх 2014                              | 2 октября 2014 20:00 (UTC+9:00)    | - Лим Чхан У 120+1′ (пен.)                                  | 1:0 (доп. вр.)                |                                    | Место: Инчхон, Республика Корея Стадион: Инчхон Мунхак Зрители: 47 121 Судья: Абдулла Балиде                                   |
| Турнир 4-х Наций 2014                                                     | 14 ноября 2014 19:30 (UTC+08:00)   | Китай                                                       | 1:1                           | Республика Корея                   | Место: Ухань, Хубэй, Китай Стадион: Стадион спортивного центра Уханя Зрители: 2 693 Судья: Сивакорн Пу-удом                    |
| Турнир 4-х Наций 2014                                                     | 14 ноября 2014 19:30 (UTC+08:00)   | - Ву Синхань 54′                                            | 1:1                           | - Ли Ён Джэ 45′                    | Место: Ухань, Хубэй, Китай Стадион: Стадион спортивного центра Уханя Зрители: 2 693 Судья: Сивакорн Пу-удом                    |
| Турнир 4-х Наций 2014                                                     | 16 ноября 2014 16:00 (UTC+08:00)   | Республика Корея                                            | 0:3                           | Бразилия                           | Место: Ухань, Хубэй, Китай Стадион: Стадион спортивного центра Уханя Судья: Шень Иньхао                                        |
| Турнир 4-х Наций 2014                                                     | 16 ноября 2014 16:00 (UTC+08:00)   | - Фелипе Андерсон 39′ - Райдер Матос 41′ - Фелипе Гедос 90′ | 0:3                           |                                    | Место: Ухань, Хубэй, Китай Стадион: Стадион спортивного центра Уханя Судья: Шень Иньхао                                        |
| Турнир 4-х Наций 2014                                                     | 18 ноября 2014 16:00 (UTC+08:00)   | Республика Корея                                            | 0:1                           | Австралия                          | Место: Ухань, Хубэй, Китай Стадион: Стадион спортивного центра Уханя Зрители: 537 Судья: Фу Мин                                |
| Турнир 4-х Наций 2014                                                     | 18 ноября 2014 16:00 (UTC+08:00)   | - Стивен Угаркович 90′                                      | 0:1                           |                                    | Место: Ухань, Хубэй, Китай Стадион: Стадион спортивного центра Уханя Зрители: 537 Судья: Фу Мин                                |

## 2015 год
| Соревнование                                                                          | Дата и время матча                | Сборная 1 (Голы)                                                                                  | Счёт (Отчёт) | Сборная 2 (Голы)                 | Примечания |
| ------------------------------------------------------------------------------------- | --------------------------------- | ------------------------------------------------------------------------------------------------- | ------------ | -------------------------------- | --- |
| Кубок короля Таиланда 2015                                                            | 1 февраля 2015 16:00 (UTC+07:00)  | Республика Корея                                                                                  | 1:0          | Узбекистан                       | Место: Накхонратчасима, Таиланд Стадион: Стадион 80-летия Зрители: 3 000 Судья: Шень Иньхао                   |
| Кубок короля Таиланда 2015                                                            | 1 февраля 2015 16:00 (UTC+07:00)  | - Сон Жу Хунь 23′                                                                                 | 1:0          |                                  | Место: Накхонратчасима, Таиланд Стадион: Стадион 80-летия Зрители: 3 000 Судья: Шень Иньхао                   |
| Кубок короля Таиланда 2015                                                            | 4 февраля 2015 16:00 (UTC+07:00)  | Гондурас                                                                                          | 0:2          | Республика Корея                 | Место: Накхонратчасима, Таиланд Стадион: Стадион 80-летия Зрители: 1 000 Судья: Алонгкорн Фимуэчанг           |
| Кубок короля Таиланда 2015                                                            | 4 февраля 2015 16:00 (UTC+07:00)  | - Ли Чан Мин 26′ - Ли У Хёк 83′                                                                   | 0:2          |                                  | Место: Накхонратчасима, Таиланд Стадион: Стадион 80-летия Зрители: 1 000 Судья: Алонгкорн Фимуэчанг           |
| Кубок короля Таиланда 2015                                                            | 7 февраля 2015 19:00 (UTC+07:00)  | Таиланд                                                                                           | 0:0          | Республика Корея                 | Место: Накхонратчасима, Таиланд Стадион: Стадион 80-летия Зрители: 20 000 Судья: Пхунг Динь Дунг              |
| Кубок короля Таиланда 2015                                                            | 7 февраля 2015 19:00 (UTC+07:00)  |                                                                                                   | 0:0          |                                  | Место: Накхонратчасима, Таиланд Стадион: Стадион 80-летия Зрители: 20 000 Судья: Пхунг Динь Дунг              |
| Групповой этап, Чемпионат Азии по футболу среди молодёжных команд 2016 (квалификация) | 27 марта 2015 17:30 (UTC+7:00)    | Республика Корея                                                                                  | 5:0          | Бруней                           | Место: Джакарта, Индонезия Стадион: Гелора Бунг Карно Зрители: 600 Судья: Джумпей Иида                        |
| Групповой этап, Чемпионат Азии по футболу среди молодёжных команд 2016 (квалификация) | 27 марта 2015 17:30 (UTC+7:00)    | - Ли Ён Джэ 3′ - Чон Сын Хён 29′ - Ким Хён 39′ (пен.) - Квон Чхан Хун 57′ (пен.) - Чан Хён Су 76′ | 5:0          |                                  | Место: Джакарта, Индонезия Стадион: Гелора Бунг Карно Зрители: 600 Судья: Джумпей Иида                        |
| Групповой этап, Чемпионат Азии по футболу среди молодёжных команд 2016 (квалификация) | 29 марта 2015 19:00 (UTC+7:00)    | Восточный Тимор                                                                                   | 0:3          | Республика Корея                 | Место: Джакарта, Индонезия Стадион: Гелора Бунг Карно Зрители: 555 Судья: Шень Иньхао                         |
| Групповой этап, Чемпионат Азии по футболу среди молодёжных команд 2016 (квалификация) | 29 марта 2015 19:00 (UTC+7:00)    | - Мун Чанг Чжин 17′ (пен.), 47′ - Ким Сын Джун 44′                                                | 0:3          |                                  | Место: Джакарта, Индонезия Стадион: Гелора Бунг Карно Зрители: 555 Судья: Шень Иньхао                         |
| Групповой этап, Чемпионат Азии по футболу среди молодёжных команд 2016 (квалификация) | 31 марта 2015 15:30 (UTC+7:00)    | Республика Корея                                                                                  | 4:0          | Индонезия                        | Место: Джакарта, Индонезия Стадион: Гелора Бунг Карно Зрители: 16 422 Судья: Мохаммед Абдулла Мохамед         |
| Групповой этап, Чемпионат Азии по футболу среди молодёжных команд 2016 (квалификация) | 31 марта 2015 15:30 (UTC+7:00)    | - Чон Сын Хён 52′ - Ли Чхан Тон 71′ - Ким Сын Джун 83′ - Ли Чан Мин 87′                           | 4:0          |                                  | Место: Джакарта, Индонезия Стадион: Гелора Бунг Карно Зрители: 16 422 Судья: Мохаммед Абдулла Мохамед         |
| Товарищеский матч                                                                     | 9 мая 2015 19:00 (UTC+07:00)      | Вьетнам                                                                                           | 0:0          | Республика Корея                 | Место: Ханой, Вьетнам Стадион: Национальный стадион Мидинь Судья: Сухайзи Шукри                               |
| Товарищеский матч                                                                     | 9 мая 2015 19:00 (UTC+07:00)      |                                                                                                   | 0:0          |                                  | Место: Ханой, Вьетнам Стадион: Национальный стадион Мидинь Судья: Сухайзи Шукри                               |
| Товарищеский матч                                                                     | 13 мая 2015 15:00 (UTC+07:00)     | Камбоджа                                                                                          | 0:1          | Республика Корея                 | Место: Хошимин, Вьетнам Стадион: Стадион Воссоединения                                                        |
| Товарищеский матч                                                                     | 13 мая 2015 15:00 (UTC+07:00)     | - Ли Ён Чже 50′                                                                                   | 0:1          |                                  | Место: Хошимин, Вьетнам Стадион: Стадион Воссоединения                                                        |
| Товарищеский матч                                                                     | 11 июня 2015 21:00 (UTC+02:00)    | Франция                                                                                           | 1:1          | Республика Корея                 | Место: Гёньон, Бургундия, Франция Стадион: Жан Лавиль (стадион) Зрители: 8 000 Судья: Падрей Саттон           |
| Товарищеский матч                                                                     | 11 июня 2015 21:00 (UTC+02:00)    | - Алле 29′                                                                                        | 1:1          | - Мун Чанг Чжин 62′              | Место: Гёньон, Бургундия, Франция Стадион: Жан Лавиль (стадион) Зрители: 8 000 Судья: Падрей Саттон           |
| Товарищеский матч                                                                     | 14 июня 2015 18:00 (UTC+01:00)    | Тунис                                                                                             | 0:2          | Республика Корея                 | Место: Тунис, Тунис Стадион: Стад эль-Мензах Зрители: 200                                                     |
| Товарищеский матч                                                                     | 14 июня 2015 18:00 (UTC+01:00)    | - Мун Чанг Чжин 37′ - Сайдани 60′ (авт.)                                                          | 0:2          |                                  | Место: Тунис, Тунис Стадион: Стад эль-Мензах Зрители: 200                                                     |
| Товарищеский матч                                                                     | 9 октября 2015 17:10 (UTC+09:00)  | Республика Корея                                                                                  | 2:0          | Австралия                        | Место: Хвасон, Кёнгидо, Республика Корея Стадион: Спортивный городок Хвасон Зрители: 8 561 Судья: Вы Минь Три |
| Товарищеский матч                                                                     | 9 октября 2015 17:10 (UTC+09:00)  | - Джи Ён Хак 8′ - Ён Джи Мин 27′                                                                  | 2:0          |                                  | Место: Хвасон, Кёнгидо, Республика Корея Стадион: Спортивный городок Хвасон Зрители: 8 561 Судья: Вы Минь Три |
| Товарищеский матч                                                                     | 12 октября 2015 19:00 (UTC+09:00) | Республика Корея                                                                                  | 2:1          | Австралия                        | Место: Ичхон, Кёнгидо, Республика Корея Стадион: Спортивный комплекс Ичхон Зрители: 19 100 Судья: Шень Иньхао |
| Товарищеский матч                                                                     | 12 октября 2015 19:00 (UTC+09:00) | - Рю Сын У 49′ - Аарон Леннокс 82′ (авт.)                                                         | 2:1          | - Хул 88′                        | Место: Ичхон, Кёнгидо, Республика Корея Стадион: Спортивный комплекс Ичхон Зрители: 19 100 Судья: Шень Иньхао |
| Турнир 4-х Наций 2015                                                                 | 11 ноября 2015 16:00 (UTC+08:00)  | Марокко                                                                                           | 1:0          | Республика Корея                 | Место: Ухань, Хубэй, Китай Стадион: Стадион спортивного центра Уханя Судья: Чжоу Ганг                         |
| Турнир 4-х Наций 2015                                                                 | 11 ноября 2015 16:00 (UTC+08:00)  | - Карим Ачахбар 28′                                                                               | 1:0          |                                  | Место: Ухань, Хубэй, Китай Стадион: Стадион спортивного центра Уханя Судья: Чжоу Ганг                         |
| Турнир 4-х Наций 2015                                                                 | 13 ноября 2015 16:00 (UTC+08:00)  | Колумбия                                                                                          | 2:2          | Республика Корея                 | Место: Ухань, Хубэй, Китай Стадион: Стадион спортивного центра Уханя Судья: Фан Куи                           |
| Турнир 4-х Наций 2015                                                                 | 13 ноября 2015 16:00 (UTC+08:00)  | - Ньето Саласар 68′ - Мартинес 81′                                                                | 2:2          | - Джи Ён Хак 17′ - Пак Йон У 37′ | Место: Ухань, Хубэй, Китай Стадион: Стадион спортивного центра Уханя Судья: Фан Куи                           |
| Турнир 4-х Наций 2015                                                                 | 15 ноября 2015 19:30 (UTC+08:00)  | Китай                                                                                             | 1:1          | Республика Корея                 | Место: Ичхон, Кёнгидо, Республика Корея Стадион: Спортивный комплекс Ичхон Судья: Вы Минь Три                 |
| Турнир 4-х Наций 2015                                                                 | 15 ноября 2015 19:30 (UTC+08:00)  | - Ми Хаолунь 85′                                                                                  | 1:1          | - Пак Йон У 76′                  | Место: Ичхон, Кёнгидо, Республика Корея Стадион: Спортивный комплекс Ичхон Судья: Вы Минь Три                 |

## 2016 год
| Соревнование                                                           | Дата и время матча                | Сборная 1 (Голы)                                                                                     | Счёт (Отчёт) | Сборная 2 (Голы)                                        | Примечания |
| ---------------------------------------------------------------------- | --------------------------------- | --- | ------------ | ------------------------------------------------------- | --- |
| Товарищеский матч                                                      | 4 января 2016 18:20 (UTC+03:00)   | ОАЭ                                                                                                  | 0:2          | Республика Корея                                        | Место: Дубай, ОАЭ Стадион: Мактум ибн Рашид Аль Мактум Зрители: 400 Судья: Султан аль-Разак                       |
| Товарищеский матч                                                      | 4 января 2016 18:20 (UTC+03:00)   | - Ли Ён Джэ 61′ - Хван Хи Чхан 88′                                                                   | 0:2          |                                                         | Место: Дубай, ОАЭ Стадион: Мактум ибн Рашид Аль Мактум Зрители: 400 Судья: Султан аль-Разак                       |
| Товарищеский матч                                                      | 7 января 2016 08:20 (UTC+3:00)    | Саудовская Аравия                                                                                    | 0:0          | Республика Корея                                        | Место: Дубай, ОАЭ Стадион: Мактум ибн Рашид Аль Мактум Зрители: 350 Судья: Султан Мохамед Салех                   |
| Товарищеский матч                                                      | 7 января 2016 08:20 (UTC+3:00)    | | 0:0          |                                                         | Место: Дубай, ОАЭ Стадион: Мактум ибн Рашид Аль Мактум Зрители: 350 Судья: Султан Мохамед Салех                   |
| Групповой этап, Чемпионат Азии по футболу среди молодёжных команд 2016 | 13 января 2016 19:30 (UTC+3:00)   | Республика Корея                                                                                     | 2:1          | Узбекистан                                              | Место: Доха, Катар Стадион: Стадион Сухайм бин Хамад Зрители: 803 Судья: Фахад Аль-Мирдаси                        |
| Групповой этап, Чемпионат Азии по футболу среди молодёжных команд 2016 | 13 января 2016 19:30 (UTC+3:00)   | - Мун Чанг Чжин 20′ (пен.)                                                                           | 2:1          | - Хамдамов 57′                                          | Место: Доха, Катар Стадион: Стадион Сухайм бин Хамад Зрители: 803 Судья: Фахад Аль-Мирдаси                        |
| Групповой этап, Чемпионат Азии по футболу среди молодёжных команд 2016 | 16 января 2016 16:30 (UTC+3:00)   | Йемен                                                                                                | 0:5          | Республика Корея                                        | Место: Доха, Катар Стадион: Стадион Сухайм бин Хамад Зрители: 686 Судья: Дмитрий Машенцев                         |
| Групповой этап, Чемпионат Азии по футболу среди молодёжных команд 2016 | 16 января 2016 16:30 (UTC+3:00)   | - Квон Чхан Хун 14′, 31′, 41′ - Рю Сын У 72′ - Ким Сын Джун 76′                                      | 0:5          |                                                         | Место: Доха, Катар Стадион: Стадион Сухайм бин Хамад Зрители: 686 Судья: Дмитрий Машенцев                         |
| Групповой этап, Чемпионат Азии по футболу среди молодёжных команд 2016 | 19 января 2016 19:30 (UTC+3:00)   | Ирак                                                                                                 | 1:1          | Республика Корея                                        | Место: Доха, Катар Стадион: Стадион Сухайм бин Хамад Зрители: 1 086 Судья: Абдулрахман аль-Джассим                |
| Групповой этап, Чемпионат Азии по футболу среди молодёжных команд 2016 | 19 января 2016 19:30 (UTC+3:00)   | - Амджад Валид 90+2′                                                                                 | 1:1          | - Ким Хён 22′                                           | Место: Доха, Катар Стадион: Стадион Сухайм бин Хамад Зрители: 1 086 Судья: Абдулрахман аль-Джассим                |
| Четвертьфинал, Чемпионат Азии по футболу среди молодёжных команд 2016  | 23 января 2016 16:30 (UTC+3:00)   | Республика Корея                                                                                     | 1:0          | Иордания                                                | Место: Доха, Катар Стадион: Стадион Сухайм бин Хамад Зрители: 3 126 Судья: Алиреза Фагани                         |
| Четвертьфинал, Чемпионат Азии по футболу среди молодёжных команд 2016  | 23 января 2016 16:30 (UTC+3:00)   | - Мун Чанг Чжин 23′                                                                                  | 1:0          |                                                         | Место: Доха, Катар Стадион: Стадион Сухайм бин Хамад Зрители: 3 126 Судья: Алиреза Фагани                         |
| Полуфинал, Чемпионат Азии по футболу среди молодёжных команд 2016      | 26 января 2016 19:30 (UTC+3:00)   | Катар                                                                                                | 1:3          | Республика Корея                                        | Место: Доха, Катар Стадион: Стадион имени шейха Джассима бин Хамада Зрители: 11 840 Судья: Хеттикамканамге Перера |
| Полуфинал, Чемпионат Азии по футболу среди молодёжных команд 2016      | 26 января 2016 19:30 (UTC+3:00)   | - Ахмед Алаэльдин 23′                                                                                | 1:3          | - Рю Сын У 23′ - Квон Чхан Хун 23′ - Мун Чанг Чжин 23′  | Место: Доха, Катар Стадион: Стадион имени шейха Джассима бин Хамада Зрители: 11 840 Судья: Хеттикамканамге Перера |
| Финал, Чемпионат Азии по футболу среди молодёжных команд 2016          | 30 января 2016 17:45 (UTC+3:00)   | Республика Корея                                                                                     | 2:3          | Япония                                                  | Место: Доха, Катар Стадион: Стадион Абдуллы бин Халифа Зрители: 5 394 Судья: Абдулрахман аль-Джассим              |
| Финал, Чемпионат Азии по футболу среди молодёжных команд 2016          | 30 января 2016 17:45 (UTC+3:00)   | - Квон Чхан Хун 20′ - Джин Сон Ук 47′                                                                | 2:3          | - Асано 66′, 81′ - Ядзима 68′                           | Место: Доха, Катар Стадион: Стадион Абдуллы бин Халифа Зрители: 5 394 Судья: Абдулрахман аль-Джассим              |
| Товарищеский матч                                                      | 25 марта 2016 20:00 (UTC+09:00)   | Республика Корея                                                                                     | 2:0          | Алжир                                                   | Место: Дубай, ОАЭ Стадион: Мактум ибн Рашид Аль Мактум Зрители: 11 752 Судья: Чжэнь Синь Чжуань                   |
| Товарищеский матч                                                      | 25 марта 2016 20:00 (UTC+09:00)   | - Квон Чхан Хун 3′ - Мун Чанг Чжин 30′                                                               | 2:0          |                                                         | Место: Дубай, ОАЭ Стадион: Мактум ибн Рашид Аль Мактум Зрители: 11 752 Судья: Чжэнь Синь Чжуань                   |
| Товарищеский матч                                                      | 28 марта 2016 19:00 (UTC+09:00)   | Республика Корея                                                                                     | 3:0          | Алжир                                                   | Место: Коян, Кёнгидо, Республика Корея Стадион: Коян (стадион) Зрители: 14 357 Судья: Али Абдулнаби               |
| Товарищеский матч                                                      | 28 марта 2016 19:00 (UTC+09:00)   | - Ли Чан Мин 22′ - Мун Чанг Чжин 59′, 75′                                                            | 3:0          |                                                         | Место: Коян, Кёнгидо, Республика Корея Стадион: Коян (стадион) Зрители: 14 357 Судья: Али Абдулнаби               |
| Турнир 4-х Наций 2016                                                  | 2 июня 2016 20:00 (UTC+09:00)     | Республика Корея                                                                                     | 1:0          | Нигерия                                                 | Место: Сувон, Кёнгидо, Республика Корея Стадион: Сувон уорлд кап стадиум Зрители: 7 627 Судья: Масааки Тома       |
| Турнир 4-х Наций 2016                                                  | 2 июня 2016 20:00 (UTC+09:00)     | - Чхве Гю Пек 28′                                                                                    | 1:0          |                                                         | Место: Сувон, Кёнгидо, Республика Корея Стадион: Сувон уорлд кап стадиум Зрители: 7 627 Судья: Масааки Тома       |
| Турнир 4-х Наций 2016                                                  | 4 июня 2016 13:30 (UTC+09:00)     | Республика Корея                                                                                     | 2:2          | Гондурас                                                | Место: Коян, Кёнгидо, Республика Корея Стадион: Коян (стадион) Зрители: 4 315 Судья: Ван Ди                       |
| Турнир 4-х Наций 2016                                                  | 4 июня 2016 13:30 (UTC+09:00)     | - Ким Хён 35′ - Пак Ин Хёк 93′                                                                       | 2:2          | - Лозано 22′, 42′                                       | Место: Коян, Кёнгидо, Республика Корея Стадион: Коян (стадион) Зрители: 4 315 Судья: Ван Ди                       |
| Турнир 4-х Наций 2016                                                  | 6 июня 2016 20:00 (UTC+09:00)     | Республика Корея                                                                                     | 1:1          | Дания                                                   | Место: Пучхон, Кёнгидо, Республика Корея Стадион: Пучхон (стадион) Зрители: 13 690 Судья: Масааки Тома            |
| Турнир 4-х Наций 2016                                                  | 6 июня 2016 20:00 (UTC+09:00)     | - Мун Чанг Чжин 40′                                                                                  | 1:1          | - Брок-Мадсен 92′                                       | Место: Пучхон, Кёнгидо, Республика Корея Стадион: Пучхон (стадион) Зрители: 13 690 Судья: Масааки Тома            |
| Товарищеский матч                                                      | 30 июля 2016 20:00 (UTC-02:00)    | Республика Корея                                                                                     | 3:2          | Швеция                                                  | Место: Сан-Паулу, Бразилия Стадион: Пакаэмбу Зрители: 11 256 Судья: Рафаэль Клаус                                 |
| Товарищеский матч                                                      | 30 июля 2016 20:00 (UTC-02:00)    | - Мун Чанг Чжин 38′, 41′ - Рю Сын У 54′                                                              | 3:2          | - Сема 26′ - Уне Ларссон 57′                            | Место: Сан-Паулу, Бразилия Стадион: Пакаэмбу Зрители: 11 256 Судья: Рафаэль Клаус                                 |
| Групповой этап, Футбол на летних Олимпийских играх 2016                | 4 августа 2016 20:00 (UTC-02:00)  | Фиджи                                                                                                | 0:8          | Республика Корея                                        | Место: Салвадор, Баия, Бразилия Стадион: Фонте-Нова Зрители: 16 000 Судья: Маланг Дьедиу                          |
| Групповой этап, Футбол на летних Олимпийских играх 2016                | 4 августа 2016 20:00 (UTC-02:00)  | - Рю Сын У 32′, 63′, 90+3′ - Квон Чхан Хун 62′, 63′ - Сон Хын Мин 72′ (пен.) - Сок Хён Джун 77′, 90′ | 0:8          |                                                         | Место: Салвадор, Баия, Бразилия Стадион: Фонте-Нова Зрители: 16 000 Судья: Маланг Дьедиу                          |
| Групповой этап, Футбол на летних Олимпийских играх 2016                | 7 августа 2016 16:00 (UTC-02:00)  | Германия                                                                                             | 3:3          | Республика Корея                                        | Место: Салвадор, Баия, Бразилия Стадион: Фонте-Нова Зрители: 17 121 Судья: Нестор Питана                          |
| Групповой этап, Футбол на летних Олимпийских играх 2016                | 7 августа 2016 16:00 (UTC-02:00)  | - Гнабри 33′, 90+2′ - Зельке 55′                                                                     | 3:3          | - Хван Хи Чхан 25′ - Сон Хын Мин 57′ - Сок Хён Джун 87′ | Место: Салвадор, Баия, Бразилия Стадион: Фонте-Нова Зрители: 17 121 Судья: Нестор Питана                          |
| Групповой этап, Футбол на летних Олимпийских играх 2016                | 10 августа 2016 16:00 (UTC-03:00) | Республика Корея                                                                                     | 1:0          | Мексика                                                 | Место: Бразилиа, Бразилия Стадион: Национальный стадион Зрители: 19 332 Судья: Клеман Тюрпен                      |
| Групповой этап, Футбол на летних Олимпийских играх 2016                | 10 августа 2016 16:00 (UTC-03:00) | - Квон Чхан Хун 73′                                                                                  | 1:0          |                                                         | Место: Бразилиа, Бразилия Стадион: Национальный стадион Зрители: 19 332 Судья: Клеман Тюрпен                      |
| Четвертьфинал, Футбол на летних Олимпийских играх 2016                 | 10 августа 2016 16:00 (UTC-03:00) | Республика Корея                                                                                     | 0:1          | Гондурас                                                | Место: Белу-Оризонти, Минас-Жерайс, Бразилия Стадион: Минейран Зрители: 36 704 Судья: Гехад Гриша                 |
| Четвертьфинал, Футбол на летних Олимпийских играх 2016                 | 10 августа 2016 16:00 (UTC-03:00) | - Элис 59′                                                                                           | 0:1          |                                                         | Место: Белу-Оризонти, Минас-Жерайс, Бразилия Стадион: Минейран Зрители: 36 704 Судья: Гехад Гриша                 |

## 2017 год
| Соревнование                                                                          | Дата и время матча            | Сборная 1 (Голы) | Счёт (Отчёт) | Сборная 2 (Голы)       | Примечания                                                                                    |
| ------------------------------------------------------------------------------------- | ----------------------------- | --- | ------------ | ---------------------- | --------------------------------------------------------------------------------------------- |
| Групповой этап, Чемпионат Азии по футболу среди молодёжных команд 2018 (квалификация) | 19 июля 2017 16:00 (UTC+7:00) | Республика Корея | 10:0         | Макао                  | Место: Хошимин, Вьетнам Стадион: Стадион Воссоединения Зрители: 1 000 Судья: Азиз Азимов      |
| Групповой этап, Чемпионат Азии по футболу среди молодёжных команд 2018 (квалификация) | 19 июля 2017 16:00 (UTC+7:00) | - Чо Ёнук 10′, 14′, 25′, 55′ - Хван Ин Бом 29′ - Ду Хён Сок 48′ - Парк Сон Бу 53′ (пен.), 78′ - Чо Сон Ук 64′ - Пак Джэ Ву 90+3′ | 10:0         |                        | Место: Хошимин, Вьетнам Стадион: Стадион Воссоединения Зрители: 1 000 Судья: Азиз Азимов      |
| Групповой этап, Чемпионат Азии по футболу среди молодёжных команд 2018 (квалификация) | 21 июля 2017 16:00 (UTC+7:00) | Восточный Тимор | 0:0          | Республика Корея       | Место: Хошимин, Вьетнам Стадион: Стадион Воссоединения Зрители: 2 500 Судья: Хуррам Шахзад    |
| Групповой этап, Чемпионат Азии по футболу среди молодёжных команд 2018 (квалификация) | 21 июля 2017 16:00 (UTC+7:00) | | 0:0          |                        | Место: Хошимин, Вьетнам Стадион: Стадион Воссоединения Зрители: 2 500 Судья: Хуррам Шахзад    |
| Групповой этап, Чемпионат Азии по футболу среди молодёжных команд 2018 (квалификация) | 19 июля 2017 16:00 (UTC+7:00) | Республика Корея | 2:1          | Вьетнам                | Место: Хошимин, Вьетнам Стадион: Стадион Воссоединения Зрители: 18 000 Судья: Масуд Туфаэлиех |
| Групповой этап, Чемпионат Азии по футболу среди молодёжных команд 2018 (квалификация) | 19 июля 2017 16:00 (UTC+7:00) | - Ли Сан Хон 19′ - Хван Ин Бом 41′                                                                                               | 2:1          | - Нгуен Конг Фыонг 33′ | Место: Хошимин, Вьетнам Стадион: Стадион Воссоединения Зрители: 18 000 Судья: Масуд Туфаэлиех |

## 2018 год
| Соревнование                                                              | Дата и время матча                | Сборная 1 (Голы)                                                                   | Счёт (Отчёт)   | Сборная 2 (Голы)                                      | Примечания                                                                                             |
| ------------------------------------------------------------------------- | --------------------------------- | ---------------------------------------------------------------------------------- | -------------- | ----------------------------------------------------- | --- |
| Групповой этап, Чемпионат Азии по футболу среди молодёжных команд 2018    | 11 января 2018 19:30 (UTC+8:00)   | Республика Корея                                                                   | 2:1            | Вьетнам                                               | Место: Куньшань, Цзянсу, Китай Стадион: Куньшань (стадион) Зрители: 766 Судья: Турки аль-Худхайр       |
| Групповой этап, Чемпионат Азии по футболу среди молодёжных команд 2018    | 11 января 2018 19:30 (UTC+8:00)   | - Чо Ёнук 29′ - Ли Гын Хо 73′                                                      | 2:1            | - Нгуен Куанг Хи 17′                                  | Место: Куньшань, Цзянсу, Китай Стадион: Куньшань (стадион) Зрители: 766 Судья: Турки аль-Худхайр       |
| Групповой этап, Чемпионат Азии по футболу среди молодёжных команд 2018    | 14 января 2018 19:30 (UTC+8:00)   | Сирия                                                                              | 0:0            | Республика Корея                                      | Место: Куньшань, Цзянсу, Китай Стадион: Куньшань (стадион) Зрители: 685 Судья: Равшан Ирматов          |
| Групповой этап, Чемпионат Азии по футболу среди молодёжных команд 2018    | 14 января 2018 19:30 (UTC+8:00)   |                                                                                    | 0:0            |                                                       | Место: Куньшань, Цзянсу, Китай Стадион: Куньшань (стадион) Зрители: 685 Судья: Равшан Ирматов          |
| Групповой этап, Чемпионат Азии по футболу среди молодёжных команд 2018    | 17 января 2018 19:30 (UTC+8:00)   | Республика Корея                                                                   | 3:2            | Австралия                                             | Место: Куньшань, Цзянсу, Китай Стадион: Куньшань (стадион) Зрители: 678 Судья: Абдулрахман аль-Джассим |
| Групповой этап, Чемпионат Азии по футболу среди молодёжных команд 2018    | 17 января 2018 19:30 (UTC+8:00)   | - Ли Гын Хо 18′, 65′ - Хан Сын Гю 44′                                              | 3:2            | - Ник Кауберн 72′ - Бухагьяр 76′                      | Место: Куньшань, Цзянсу, Китай Стадион: Куньшань (стадион) Зрители: 678 Судья: Абдулрахман аль-Джассим |
| Четвертьфинал, Чемпионат Азии по футболу среди молодёжных команд 2018     | 20 января 2018 16:00 (UTC+8:00)   | Республика Корея                                                                   | 2:1            | Малайзия                                              | Место: Куньшань, Цзянсу, Китай Стадион: Куньшань (стадион) Зрители: 738 Судья: Адам Махадмех           |
| Четвертьфинал, Чемпионат Азии по футболу среди молодёжных команд 2018     | 20 января 2018 16:00 (UTC+8:00)   | - Чо Джэ Ван 1′ - Хан Сын Гю 85′                                                   | 2:1            | - Танабалан Надараджа 67′                             | Место: Куньшань, Цзянсу, Китай Стадион: Куньшань (стадион) Зрители: 738 Судья: Адам Махадмех           |
| Полуфинал, Чемпионат Азии по футболу среди молодёжных команд 2018         | 23 января 2018 19:30 (UTC+8:00)   | Узбекистан                                                                         | 4:1 (доп. вр.) | Республика Корея                                      | Место: Куньшань, Цзянсу, Китай Стадион: Куньшань (стадион) Зрители: 367 Судья: Турки Аль-Худхайр       |
| Полуфинал, Чемпионат Азии по футболу среди молодёжных команд 2018         | 23 января 2018 19:30 (UTC+8:00)   | - Уринбаев 33′ - Ганиев 99′ - Яхшибоев 110′ - Акрамжон Комилов 120+1′              | 4:1 (доп. вр.) | - Хван Хён Су 58′                                     | Место: Куньшань, Цзянсу, Китай Стадион: Куньшань (стадион) Зрители: 367 Судья: Турки Аль-Худхайр       |
| Матч за 3-е место, Чемпионат Азии по футболу среди молодёжных команд 2018 | 26 января 2018 19:30 (UTC+8:00)   | Катар                                                                              | 1:0            | Республика Корея                                      | Место: Куньшань, Цзянсу, Китай Стадион: Куньшань (стадион) Зрители: 168 Судья: Адам Махадмех           |
| Матч за 3-е место, Чемпионат Азии по футболу среди молодёжных команд 2018 | 26 января 2018 19:30 (UTC+8:00)   | - Афиф 39′                                                                         | 1:0            |                                                       | Место: Куньшань, Цзянсу, Китай Стадион: Куньшань (стадион) Зрители: 168 Судья: Адам Махадмех           |
| Товарищеский матч                                                         | 23 июня 2018                      | Индонезия                                                                          | 1:2            | Республика Корея                                      | Место: Чибинонг, Западная Ява, Индонезия Стадион: Пакансари                                            |
| Товарищеский матч                                                         | 23 июня 2018                      | - Хансаму Яма Праната 90+4′                                                        | 1:2            | - Чон Тэ Ук 43′ - Хан Сын Гю 90+5′                    | Место: Чибинонг, Западная Ява, Индонезия Стадион: Пакансари                                            |
| Групповой этап, Футбол на летних Азиатских играх 2018                     | 15 августа 2018 19:00 (UTC+07:00) | Республика Корея                                                                   | 6:0            | Бахрейн                                               | Место: Сореанг, Западная Ява, Индонезия Стадион: Джалак Харупат Судья: Такуто Окабэ                    |
| Групповой этап, Футбол на летних Азиатских играх 2018                     | 15 августа 2018 19:00 (UTC+07:00) | - Хван Ый Джо 17′, 36′, 43′ - Ким Джин Я 23′ - На Санг Хо 41′ - Хван Хи Чхан 90+3′ | 6:0            |                                                       | Место: Сореанг, Западная Ява, Индонезия Стадион: Джалак Харупат Судья: Такуто Окабэ                    |
| Групповой этап, Футбол на летних Азиатских играх 2018                     | 17 августа 2018 19:00 (UTC+07:00) | Малайзия                                                                           | 2:1            | Республика Корея                                      | Место: Сореанг, Западная Ява, Индонезия Стадион: Джалак Харупат Судья: Мохаммед Аль-Хоиш               |
| Групповой этап, Футбол на летних Азиатских играх 2018                     | 17 августа 2018 19:00 (UTC+07:00) | - Сафави Рашид 5′, 45+1′                                                           | 2:1            | - Хван Ый Джо 87′                                     | Место: Сореанг, Западная Ява, Индонезия Стадион: Джалак Харупат Судья: Мохаммед Аль-Хоиш               |
| Групповой этап, Футбол на летних Азиатских играх 2018                     | 20 августа 2018 19:00 (UTC+07:00) | Республика Корея                                                                   | 1:0            | Бахрейн                                               | Место: Сореанг, Западная Ява, Индонезия Стадион: Джалак Харупат Судья: Масуд Туфайлиех                 |
| Групповой этап, Футбол на летних Азиатских играх 2018                     | 20 августа 2018 19:00 (UTC+07:00) | - Сон Хын Мин 63′                                                                  | 1:0            |                                                       | Место: Сореанг, Западная Ява, Индонезия Стадион: Джалак Харупат Судья: Масуд Туфайлиех                 |
| 1/8 финала, Футбол на летних Азиатских играх 2018                         | 23 августа 2018 19:00 (UTC+07:00) | Иран                                                                               | 0:2            | Республика Корея                                      | Место: Чикаранг, Западная Ява, Индонезия Стадион: Вибава Мукти Судья: Ахмад Якуб Ибрагим               |
| 1/8 финала, Футбол на летних Азиатских играх 2018                         | 23 августа 2018 19:00 (UTC+07:00) | - Хван Ый Джо 40′ - Ли Сын У 55′                                                   | 0:2            |                                                       | Место: Чикаранг, Западная Ява, Индонезия Стадион: Вибава Мукти Судья: Ахмад Якуб Ибрагим               |
| Четвертьфинал, Футбол на летних Азиатских играх 2018                      | 27 августа 2018 16:00 (UTC+07:00) | Узбекистан                                                                         | 3:4 (доп. вр.) | Республика Корея                                      | Место: Бекаси, Западная Ява, Индонезия Стадион: Стадион Патриот (Индонезия) Судья: Мохаммед аль-Хоиш   |
| Четвертьфинал, Футбол на летних Азиатских играх 2018                      | 27 августа 2018 16:00 (UTC+07:00) | - Машарипов 17′ - Алибаев 53′ - Хван Хён Су 55′ (авт.)                             | 3:4 (доп. вр.) | - Хван Ый Джо 4′, 34′, 75′ - Хван Хи Чхан 118′ (пен.) | Место: Бекаси, Западная Ява, Индонезия Стадион: Стадион Патриот (Индонезия) Судья: Мохаммед аль-Хоиш   |
| Полуфинал, Футбол на летних Азиатских играх 2018                          | 29 августа 2018 16:00 (UTC+07:00) | Вьетнам                                                                            | 1:3            | Республика Корея                                      | Место: Чибинонг, Западная Ява, Индонезия Стадион: Пакансари Судья: Масуд Туфайлиех                     |
| Полуфинал, Футбол на летних Азиатских играх 2018                          | 29 августа 2018 16:00 (UTC+07:00) | - Трён Минь Вонг 70′                                                               | 1:3            | - Ли Сын У 7′, 55′ - Хван Ый Джо 28′                  | Место: Чибинонг, Западная Ява, Индонезия Стадион: Пакансари Судья: Масуд Туфайлиех                     |
| Финал, Футбол на летних Азиатских играх 2018                              | 1 сентября 2018 18:30 (UTC+07:00) | Республика Корея                                                                   | 2:1 (доп. вр.) | Япония                                                | Место: Чибинонг, Западная Ява, Индонезия Стадион: Пакансари Судья: Азиз Азимов                         |
| Финал, Футбол на летних Азиатских играх 2018                              | 1 сентября 2018 18:30 (UTC+07:00) | - Ли Сын У 93′ - Хван Хи Чхан 101′                                                 | 2:1 (доп. вр.) | - Аясе Уэда 115′                                      | Место: Чибинонг, Западная Ява, Индонезия Стадион: Пакансари Судья: Азиз Азимов                         |

## 2019 год
| Соревнование                                                                          | Дата и время матча                | Сборная 1 (Голы)                                                                                         | Счёт (Отчёт) | Сборная 2 (Голы)                                                                             | Примечания |
| ------------------------------------------------------------------------------------- | --------------------------------- | --- | ------------ | -------------------------------------------------------------------------------------------- | --- |
| Групповой этап, Чемпионат Азии по футболу среди молодёжных команд 2020 (квалификация) | 22 марта 2019 17:00 (UTC+7:00)    | Республика Корея                                                                                         | 8:0          | Китайский Тайбэй                                                                             | Место: Пномпень, Камбоджа Стадион: Олимпийский стадион Зрители: 1 113 Судья: Султан аль-Марзуки                |
| Групповой этап, Чемпионат Азии по футболу среди молодёжных команд 2020 (квалификация) | 22 марта 2019 17:00 (UTC+7:00)    | - Ли Дон Чжун 14′ (пен.), 33′ - Со Кён Чжу 39′ - Ли Си Хон 68′ - Чо Ёнук 69′ - Ли Дон Кьон 72′, 73′, 85′ | 8:0          |                                                                                              | Место: Пномпень, Камбоджа Стадион: Олимпийский стадион Зрители: 1 113 Судья: Султан аль-Марзуки                |
| Групповой этап, Чемпионат Азии по футболу среди молодёжных команд 2020 (квалификация) | 24 марта 2019 20:00 (UTC+7:00)    | Камбоджа                                                                                                 | 1:6          | Республика Корея                                                                             | Место: Пномпень, Камбоджа Стадион: Олимпийский стадион Зрители: 1 328 Судья: Мохаммед аль-Хоиш                 |
| Групповой этап, Чемпионат Азии по футболу среди молодёжных команд 2020 (квалификация) | 24 марта 2019 20:00 (UTC+7:00)    | - Наронг Какада 60′                                                                                      | 1:6          | - Хан Чан Хи 4′ - Чан Мин Гю 5′ - Ким Бо Суб 57′ - Сованн 80′ (авт.) - Ли Дон Гён 84′, 90+3′ | Место: Пномпень, Камбоджа Стадион: Олимпийский стадион Зрители: 1 328 Судья: Мохаммед аль-Хоиш                 |
| Групповой этап, Чемпионат Азии по футболу среди молодёжных команд 2020 (квалификация) | 26 марта 2019 17:00 (UTC+7:00)    | Республика Корея                                                                                         | 2:2          | Австралия                                                                                    | Место: Пномпень, Камбоджа Стадион: Олимпийский стадион Зрители: 455 Судья: Якуб Абдул Баки                     |
| Групповой этап, Чемпионат Азии по футболу среди молодёжных команд 2020 (квалификация) | 26 марта 2019 17:00 (UTC+7:00)    | - Чо Ёнук 26′ - Ли Дон Гён 63′                                                                           | 2:2          | - Николас Д'Агостино 16′, 24′                                                                | Место: Пномпень, Камбоджа Стадион: Олимпийский стадион Зрители: 455 Судья: Якуб Абдул Баки                     |
| Товарищеский матч                                                                     | 11 октября 2019 20:35 (UTC+09:00) | Республика Корея                                                                                         | 3:1          | Узбекистан                                                                                   | Место: Хвасон, Кёнгидо, Республика Корея Стадион: Спортивный городок Хвасон Зрители: 6 539 Судья: Инь Хао Шэнь |
| Товарищеский матч                                                                     | 11 октября 2019 20:35 (UTC+09:00) | - Ким Джэ Ву 37′ - О Се Хон 71′ - Ким Джин Куй 75′                                                       | 3:1          | - Яхшибоев 20′                                                                               | Место: Хвасон, Кёнгидо, Республика Корея Стадион: Спортивный городок Хвасон Зрители: 6 539 Судья: Инь Хао Шэнь |
| Товарищеский матч                                                                     | 14 октября 2019 20:00 (UTC+09:00) | Республика Корея                                                                                         | 1:2          | Узбекистан                                                                                   | Место: Чхонан, Чхунчхон-Намдо, Республика Корея Стадион: Чхонан (стадион) Зрители: 7 305 Судья: Лю Квок Ман    |
| Товарищеский матч                                                                     | 14 октября 2019 20:00 (UTC+09:00) | - Чон Ву Ён 30′                                                                                          | 1:2          | - Абдухоликов 49′ - Яхшибоев 81′                                                             | Место: Чхонан, Чхунчхон-Намдо, Республика Корея Стадион: Чхонан (стадион) Зрители: 7 305 Судья: Лю Квок Ман    |
| Кубок Дубая 2019                                                                      | 13 ноября 2019 16:15 (UTC+4:00)   | Саудовская Аравия                                                                                        | 0:2          | Республика Корея                                                                             | Место: Дубай, Объединённые Арабские Эмираты Стадион: Дубайский клубный стадион                                 |
| Кубок Дубая 2019                                                                      | 13 ноября 2019 16:15 (UTC+4:00)   | - Ли Дон Чжун 55′ - Чо Гэ Сон 77′                                                                        | 0:2          |                                                                                              | Место: Дубай, Объединённые Арабские Эмираты Стадион: Дубайский клубный стадион                                 |
| Кубок Дубая 2019                                                                      | 15 ноября 2019 16:00 (UTC+4:00)   | Республика Корея                                                                                         | 3:0          | Бахрейн                                                                                      | Место: Дубай, Объединённые Арабские Эмираты Стадион: Дубайский клубный стадион                                 |
| Кубок Дубая 2019                                                                      | 15 ноября 2019 16:00 (UTC+4:00)   | - О Се Хон 48′, 56′ - Ким Дэ Вон 90+5′                                                                   | 3:0          |                                                                                              | Место: Дубай, Объединённые Арабские Эмираты Стадион: Дубайский клубный стадион                                 |
| Кубок Дубая 2019                                                                      | 17 ноября 2019 16:00 (UTC+4:00)   | Республика Корея                                                                                         | 3:3          | Ирак                                                                                         | Место: Дубай, Объединённые Арабские Эмираты Стадион: Дубайский клубный стадион                                 |
| Кубок Дубая 2019                                                                      | 17 ноября 2019 16:00 (UTC+4:00)   | - Ихаб Джарир 45′ (авт.) - Ким Дэ Вон 46′ - Ли Дон Чжун 80′                                              | 3:3          | - Ли Сан Мин 72′ (авт.) - Аль-Аммари 90′ (пен.) - Нассиф 90+5′ (пен.)                        | Место: Дубай, Объединённые Арабские Эмираты Стадион: Дубайский клубный стадион                                 |
| Кубок Дубая 2019                                                                      | 19 ноября 2019 16:00 (UTC+4:00)   | ОАЭ | 1:1          | Республика Корея                                                                             | Место: Дубай, Объединённые Арабские Эмираты Стадион: Дубайский клубный стадион                                 |
| Кубок Дубая 2019                                                                      | 19 ноября 2019 16:00 (UTC+4:00)   | - Мохаммед Джумаа 45+3′                                                                                  | 1:1          | - Хамдан Насер 47′ (авт.)                                                                    | Место: Дубай, Объединённые Арабские Эмираты Стадион: Дубайский клубный стадион                                 |

## 2020 год
| Соревнование                                                           | Дата и время матча               | Сборная 1 (Голы)                      | Счёт (Отчёт)   | Сборная 2 (Голы)                  | Примечания                                                                                      |
| ---------------------------------------------------------------------- | -------------------------------- | ------------------------------------- | -------------- | --------------------------------- | ----------------------------------------------------------------------------------------------- |
| Групповой этап, Чемпионат Азии по футболу среди молодёжных команд 2020 | 9 января 2020 20:15 (UTC+7:00)   | Республика Корея                      | 1:0            | Китайский Тайбэй                  | Место: Сонгкхла, Таиланд Стадион: Тинсуланон Зрители: 6 000 Судья: Мохаммед Абдулла Мохамед     |
| Групповой этап, Чемпионат Азии по футболу среди молодёжных команд 2020 | 9 января 2020 20:15 (UTC+7:00)   | - Ли Дон Чжун 90+3′                   | 1:0            |                                   | Место: Сонгкхла, Таиланд Стадион: Тинсуланон Зрители: 6 000 Судья: Мохаммед Абдулла Мохамед     |
| Групповой этап, Чемпионат Азии по футболу среди молодёжных команд 2020 | 12 января 2020 17:15 (UTC+7:00)  | Иран                                  | 1:2            | Республика Корея                  | Место: Сонгкхла, Таиланд Стадион: Тинсуланон Зрители: 5 855 Судья: Адам Махадмех                |
| Групповой этап, Чемпионат Азии по футболу среди молодёжных команд 2020 | 12 января 2020 17:15 (UTC+7:00)  | - Шекари 54′                          | 1:2            | - Ли Дон Чжун 22′ - Чо Гэ Сон 35′ | Место: Сонгкхла, Таиланд Стадион: Тинсуланон Зрители: 5 855 Судья: Адам Махадмех                |
| Групповой этап, Чемпионат Азии по футболу среди молодёжных команд 2020 | 15 января 2020 17:15 (UTC+7:00)  | Узбекистан                            | 1:2            | Республика Корея                  | Место: Рангсит, Патхумтхани, Таиланд Стадион: Таммасат Судья: Хироюки Кимура                    |
| Групповой этап, Чемпионат Азии по футболу среди молодёжных команд 2020 | 15 января 2020 17:15 (UTC+7:00)  | - Абдухоликов 21′                     | 1:2            | - О Се Хон 5′, 71′                | Место: Рангсит, Патхумтхани, Таиланд Стадион: Таммасат Судья: Хироюки Кимура                    |
| Чертвертьфинал, Чемпионат Азии по футболу среди молодёжных команд 2020 | 19 января 2020 17:15 (UTC+7:00)  | Республика Корея                      | 2:1            | Иордания                          | Место: Рангсит, Патхумтхани, Таиланд Стадион: Таммасат Судья: Абдулрахман аль-Джассим           |
| Чертвертьфинал, Чемпионат Азии по футболу среди молодёжных команд 2020 | 19 января 2020 17:15 (UTC+7:00)  | - Чо Гэ Сон 15′ - Ли Дон Гён 90+5′    | 2:1            | - Язан ан-Наймат 75′              | Место: Рангсит, Патхумтхани, Таиланд Стадион: Таммасат Судья: Абдулрахман аль-Джассим           |
| Полуфинал, Чемпионат Азии по футболу среди молодёжных команд 2020      | 22 января 2020 20:15 (UTC+7:00)  | Австралия                             | 0:2            | Республика Корея                  | Место: Рангсит, Патхумтхани, Таиланд Стадион: Таммасат Судья: Шукралла, Наваф                   |
| Полуфинал, Чемпионат Азии по футболу среди молодёжных команд 2020      | 22 января 2020 20:15 (UTC+7:00)  | - Ким Дэ Вон 56′ - Ли Дон Гён 76′     | 0:2            |                                   | Место: Рангсит, Патхумтхани, Таиланд Стадион: Таммасат Судья: Шукралла, Наваф                   |
| Финал, Чемпионат Азии по футболу среди молодёжных команд 2020          | 26 января 2020 19:30 (UTC+7:00)  | Республика Корея                      | 1:0 (доп. вр.) | Саудовская Аравия                 | Место: Рангсит, Патхумтхани, Таиланд Стадион: Таммасат (стадион) Зрители: 2 879 Судья: Крис Бит |
| Финал, Чемпионат Азии по футболу среди молодёжных команд 2020          | 26 января 2020 19:30 (UTC+7:00)  | - Чон Тэ Ук 113′                      | 1:0 (доп. вр.) |                                   | Место: Рангсит, Патхумтхани, Таиланд Стадион: Таммасат (стадион) Зрители: 2 879 Судья: Крис Бит |
| Товарищеский матч                                                      | 12 ноября 2020 20:00 (UTC+02:00) | Египет                                | 0:0            | Республика Корея                  | Место: Каир, Египет Стадион: Каирский международный стадион Судья: Махмуд Эль Банна             |
| Товарищеский матч                                                      | 12 ноября 2020 20:00 (UTC+02:00) |                                       | 0:0            |                                   | Место: Каир, Египет Стадион: Каирский международный стадион Судья: Махмуд Эль Банна             |
| Товарищеский матч                                                      | 14 ноября 2020 15:00 (UTC+02:00) | Бразилия                              | 3:1            | Республика Корея                  | Место: Каир, Египет Стадион: Каирский международный стадион Судья: Ибрагим Нур Эль Дин          |
| Товарищеский матч                                                      | 14 ноября 2020 15:00 (UTC+02:00) | - Кунья 42′ - Родриго 61′ - Нерес 73′ | 3:1            | - Ли Дон Кьон 7′                  | Место: Каир, Египет Стадион: Каирский международный стадион Судья: Ибрагим Нур Эль Дин          |

## 2021 год
| Соревнование                                                                          | Дата и время матча               | Сборная 1 (Голы)                                                                                     | Счёт (Отчёт) | Сборная 2 (Голы)                                                    | Примечания |
| ------------------------------------------------------------------------------------- | -------------------------------- | --- | ------------ | ------------------------------------------------------------------- | --- |
| Товарищеский матч                                                                     | 12 июня 2021                     | Республика Корея                                                                                     | 3:1          | Гана                                                                | Место: Согвипхо, Чеджудо, Республика Корея Стадион: Чеджу уорлд кап стадиум Зрители: 2 532 Судья: Чхэ Санг Хьюб |
| Товарищеский матч                                                                     | 12 июня 2021                     | - Ли Сан Мин 18′ - Ли Сын Мо 59′ - Чо Гэ Сон 66′                                                     | 3:1          | - Самуэль Обенг Гьябаа 76′                                          | Место: Согвипхо, Чеджудо, Республика Корея Стадион: Чеджу уорлд кап стадиум Зрители: 2 532 Судья: Чхэ Санг Хьюб |
| Товарищеский матч                                                                     | 15 июня 2021                     | Республика Корея                                                                                     | 2:1          | Гана                                                                | Место: Согвипхо, Чеджудо, Республика Корея Стадион: Чеджу уорлд кап стадиум Зрители: 2 337 Судья: Чхве Хён Чже  |
| Товарищеский матч                                                                     | 15 июня 2021                     | - Чон Ву Ён 41′ - Ли Дон Чжун 65′                                                                    | 2:1          | - Джозельфо Барнс 51′                                               | Место: Согвипхо, Чеджудо, Республика Корея Стадион: Чеджу уорлд кап стадиум Зрители: 2 337 Судья: Чхве Хён Чже  |
| Товарищеский матч                                                                     | 13 июля 2021                     | Республика Корея                                                                                     | 2:2          | Аргентина                                                           | Место: Йонъин, Кёнгидо, Республика Корея Стадион: Йонъин Миреу Зрители: 0 Судья: Ким У Сон                      |
| Товарищеский матч                                                                     | 13 июля 2021                     | - Ли Дон Кьон 35′ - Ум Вон Сан 90+2′                                                                 | 2:2          | - Макаллистер 12′ - Валенсуэла 55′                                  | Место: Йонъин, Кёнгидо, Республика Корея Стадион: Йонъин Миреу Зрители: 0 Судья: Ким У Сон                      |
| Товарищеский матч                                                                     | 16 июля 2021                     | Республика Корея                                                                                     | 1:2          | Франция                                                             | Место: Сеул, Республика Корея Стадион: Сеул уорлд кап стадиум Зрители: 0 Судья: Ким Чен Хёк                     |
| Товарищеский матч                                                                     | 16 июля 2021                     | - Квон Чхан Хун 63′ (пен.)                                                                           | 1:2          | - Коло Муани 84′ - Мбюкю 89′                                        | Место: Сеул, Республика Корея Стадион: Сеул уорлд кап стадиум Зрители: 0 Судья: Ким Чен Хёк                     |
| Групповой этап, Футбол на летних Олимпийских играх 2020                               | 22 июля 2021 17:00 (UTC+09:00)   | Новая Зеландия                                                                                       | 1:0          | Республика Корея                                                    | Место: Касима, Ибараки, Япония Стадион: Касима Зрители: 0 Судья: Виктор Гомеш                                   |
| Групповой этап, Футбол на летних Олимпийских играх 2020                               | 22 июля 2021 17:00 (UTC+09:00)   | - Вуд 70′                                                                                            | 1:0          |                                                                     | Место: Касима, Ибараки, Япония Стадион: Касима Зрители: 0 Судья: Виктор Гомеш                                   |
| Групповой этап, Футбол на летних Олимпийских играх 2020                               | 25 июля 2021 20:00 (UTC+09:00)   | Румыния                                                                                              | 0:4          | Республика Корея                                                    | Место: Касима, Ибараки, Япония Стадион: Касима Зрители: 0 Судья: Хесус Валенсуэла                               |
| Групповой этап, Футбол на летних Олимпийских играх 2020                               | 25 июля 2021 20:00 (UTC+09:00)   | - Мариус Марин 27′ (авт.) - Ум Вон Сан 59′ - Ли Кан Ин 84′ (пен.), 90′                               | 0:4          |                                                                     | Место: Касима, Ибараки, Япония Стадион: Касима Зрители: 0 Судья: Хесус Валенсуэла                               |
| Групповой этап, Футбол на летних Олимпийских играх 2020                               | 28 июля 2021 17:30 (UTC+09:00)   | Республика Корея                                                                                     | 6:0          | Гондурас                                                            | Место: Касима, Канагава, Япония Стадион: Ниссан Зрители: 0 Судья: Георгий Кабаков                               |
| Групповой этап, Футбол на летних Олимпийских играх 2020                               | 28 июля 2021 17:30 (UTC+09:00)   | - Хван Ый Джо 12′ (пен.), 45+5′, 52′ (пен.) - Вон Ду Чжэ 19′ (пен.) - Ким Джин Я 64′ - Ли Кан Ин 82′ | 6:0          |                                                                     | Место: Касима, Канагава, Япония Стадион: Ниссан Зрители: 0 Судья: Георгий Кабаков                               |
| Четвертьфинал, Футбол на летних Олимпийских играх 2020                                | 31 июля 2021 20:00 (UTC+09:00)   | Республика Корея                                                                                     | 3:6          | Мексика                                                             | Место: Касима, Канагава, Япония Стадион: Ниссан Зрители: 0 Судья: Орел Гринфельд                                |
| Четвертьфинал, Футбол на летних Олимпийских играх 2020                                | 31 июля 2021 20:00 (UTC+09:00)   | - Хван Ый Джо 20′, 51′ - Ли Дон Кьон 90+1′                                                           | 3:6          | - Мартин 12′, 54′ - Ромо 30′ - Кордова 39′ (пен.), 63′ - Агирре 84′ | Место: Касима, Канагава, Япония Стадион: Ниссан Зрители: 0 Судья: Орел Гринфельд                                |
| Групповой этап, Чемпионат Азии по футболу среди молодёжных команд 2022 (квалификация) | 25 октября 2022 17:00 (UTC+9:00) | Республика Корея                                                                                     | 3:0          | Филиппины                                                           | Место: Сингапур Стадион: Джалан Бесар (стадион) Зрители: 400 Судья: Юдай Ямамото                                |
| Групповой этап, Чемпионат Азии по футболу среди молодёжных команд 2022 (квалификация) | 25 октября 2022 17:00 (UTC+9:00) | - Ли Кю Хёк 51′ - Ко Чжэ Хён 72′ - Пак Чон Ин 89′                                                    | 3:0          |                                                                     | Место: Сингапур Стадион: Джалан Бесар (стадион) Зрители: 400 Судья: Юдай Ямамото                                |
| Групповой этап, Чемпионат Азии по футболу среди молодёжных команд 2022 (квалификация) | 28 октября 2022 18:00 (UTC+9:00) | Восточный Тимор                                                                                      | 0:6          | Республика Корея                                                    | Место: Сингапур Стадион: Джалан Бесар (стадион) Зрители: 166 Судья: Нго Дуй Лан                                 |
| Групповой этап, Чемпионат Азии по футболу среди молодёжных команд 2022 (квалификация) | 28 октября 2022 18:00 (UTC+9:00) | - Пак Чон Ин 29′, 32′, 49′ - Чой Джун 31′ - О Хён Гю 82′ - Ким Се Юн 87′                             | 0:6          |                                                                     | Место: Сингапур Стадион: Джалан Бесар (стадион) Зрители: 166 Судья: Нго Дуй Лан                                 |
| Групповой этап, Чемпионат Азии по футболу среди молодёжных команд 2022 (квалификация) | 31 октября 2022 21:30 (UTC+9:00) | Республика Корея                                                                                     | 5:1          | Сингапур                                                            | Место: Сингапур Стадион: Джалан Бесар (стадион) Зрители: 993 Судья: Хусейн Або Йехиа                            |
| Групповой этап, Чемпионат Азии по футболу среди молодёжных команд 2022 (квалификация) | 31 октября 2022 21:30 (UTC+9:00) | - Ким Чан 3′ - Чо Сан Джун 6′ - Джейкоб Малер 25′ (авт.) - Пак Чон Ин 40′ - Чой Джун 52′             | 5:1          | - Нур Адам Абдулла 57′                                              | Место: Сингапур Стадион: Джалан Бесар (стадион) Зрители: 993 Судья: Хусейн Або Йехиа                            |